# 水樹奈々の作品
水樹奈々の作品（みずきななのさくひん）は、声優・歌手の水樹奈々がこれまで発売した個人名義、キャラクター名義の作品についてまとめた項。

## シングル
|          | 発売日         | タイトル                               | 規格品番             | オリコン 最高位 | RIAJ認定                            | RIAJ認定                          |
| ディスク | 発売日         | タイトル                               | 規格品番             | オリコン 最高位 | ダウンロード                        |                                   |
| -------- | -------------- | -------------------------------------- | -------------------- | --------------- | ----------------------------------- | --------------------------------- |
| 1st      | 2000年12月6日  | 想い                                   | KICM-1010            | 184位           |                                     |                                   |
| 1st      | 2021年2月14日  | 想い                                   | NAS-2080             |                 |                                     |                                   |
| 2nd      | 2001年4月25日  | Heaven Knows                           | KICM-1019            | 圏外            |                                     |                                   |
| 3rd      | 2001年8月29日  | The place of happiness                 | KICM-1030            | 圏外            |                                     |                                   |
| 4th      | 2002年5月1日   | LOVE & HISTORY                         | KICM-1047            | 49位            |                                     |                                   |
| 5th      | 2002年5月1日   | POWER GATE                             | KICM-1048            | 50位            |                                     |                                   |
| 6th      | 2002年9月25日  | suddenly 〜巡り合えて〜/Brilliant Star | KICM-1057            | 20位            |                                     |                                   |
| 7th      | 2003年4月23日  | New Sensation                          | KICM-1071            | 20位            |                                     |                                   |
| 8th      | 2003年7月16日  | still in the groove                    | KICM-1075            | 17位            |                                     |                                   |
| 9th      | 2004年4月7日   | パノラマ-Panorama-                     | KICM-1100            | 14位            |                                     |                                   |
| 10th     | 2004年10月6日  | innocent starter                       | KICM-1115            | 9位             | ゴールド                            |                                   |
| 11th     | 2005年5月18日  | WILD EYES                              | KICM-1133            | 13位            | ゴールド - WILD EYES - ヒメムラサキ |                                   |
| 12th     | 2005年10月19日 | ETERNAL BLAZE                          | KICM-1148            | 2位             | プラチナ                            |                                   |
| 13th     | 2006年1月18日  | SUPER GENERATION                       | KICM-1156            | 6位             |                                     |                                   |
| 14th     | 2006年11月15日 | Justice to Believe/アオイイロ          | KICM-1185            | 4位             |                                     |                                   |
| 15th     | 2007年4月18日  | SECRET AMBITION                        | KICM-1199            | 2位             | ゴールド                            | ゴールド                          |
| 16th     | 2007年8月22日  | MASSIVE WONDERS                        | KICM-1211            | 4位             |                                     | ゴールド - MASSIVE WONDERS - Pray |
| 17th     | 2008年2月6日   | STARCAMP EP                            | KICM-1228            | 5位             |                                     |                                   |
| 18th     | 2008年10月1日  | Trickster                              | KICM-1251            | 2位             | ゴールド                            | ゴールド - DISCOTHEQUE            |
| 19th     | 2009年1月21日  | 深愛                                   | KICM-1270            | 2位             |                                     | ゴールド                          |
| 20th     | 2009年10月28日 | 夢幻                                   | KICM-1294            | 3位             |                                     |                                   |
| 21st     | 2010年1月13日  | PHANTOM MINDS                          | KICM-1299            | 1位             | ゴールド                            | ゴールド                          |
| 22nd     | 2010年2月10日  | Silent Bible                           | KICM-1301            | 3位             |                                     |                                   |
| 23rd     | 2011年4月13日  | SCARLET KNIGHT                         | KICM-1335            | 2位             | ゴールド                            | ゴールド                          |
| 24th     | 2011年4月13日  | POP MASTER                             | KICM-1336            | 3位             |                                     |                                   |
| 25th     | 2011年8月3日   | 純潔パラドックス                       | KICM-1353            | 3位             |                                     |                                   |
| 26th     | 2012年1月11日  | Synchrogazer                           | KICM-1377            | 2位             | プラチナ                            |                                   |
| 27th     | 2012年6月6日   | TIME SPACE EP                          | KICM-1392            | 3位             |                                     |                                   |
| 28th     | 2012年8月1日   | BRIGHT STREAM                          | KICM-1403            | 2位             | ゴールド                            | ゴールド                          |
| 29th     | 2013年7月31日  | Vitalization                           | KICM-1461            | 3位             | ゴールド                            | ゴールド                          |
| 30th     | 2014年10月15日 | 禁断のレジスタンス                     | KICM-1542            | 5位             |                                     | ゴールド                          |
| 31st     | 2015年1月14日  | エデン                                 | KICM-1567            | 2位             |                                     |                                   |
| 32nd     | 2015年4月22日  | Angel Blossom                          | KICM-91590（CD+BD）  | 4位             |                                     |                                   |
| 32nd     | 2015年4月22日  | Angel Blossom                          | KICM-91591（CD+DVD） | 4位             |                                     |                                   |
| 32nd     | 2015年4月22日  | Angel Blossom                          | KICM-1590（CD）      | 4位             |                                     |                                   |
| 33rd     | 2015年7月22日  | Exterminate                            | KICM-1609            | 3位             | ゴールド                            |                                   |
| 34th     | 2016年7月13日  | STARTING NOW!                          | KICM-1690            | 3位             |                                     |                                   |
| 35th     | 2017年7月19日  | Destiny's Prelude                      | KICM-1769            | 3位             |                                     |                                   |
| 36th     | 2017年7月19日  | TESTAMENT                              | KICM-1770            | 2位             |                                     |                                   |
| 37th     | 2018年9月26日  | WONDER QUEST EP                        | KICM-1888            | 3位             |                                     |                                   |
| 38th     | 2018年10月24日 | NEVER SURRENDER                        | KICM-1889            | 5位             |                                     |                                   |
| 39th     | 2019年7月17日  | METANOIA                               | KICM-1954            | 8位             |                                     |                                   |
| 40th     | 2020年10月7日  | FIRE SCREAM/No Rain, No Rainbow        | KICM-2063            | 2位             |                                     |                                   |
| 41st     | 2021年10月27日 | Get up! Shout!                         | KICM-2109            | 5位             |                                     |                                   |
| 42nd     | 2024年4月24日  | ADRENALIZED                            | KICM-2150            | 7位             |                                     |                                   |

### 配信シングル
|    | 配信日         | タイトル                     | 規格品番  | 備考                                                                                  |
| -- | -------------- | ---------------------------- | --------- | ------------------------------------------------------------------------------------- |
| 1  | 2018年5月19日  | BLUE ROSE                    | NOPA-1799 | 13thアルバム『CANNONBALL RUNNING』収録                                                |
| 2  | 2019年1月23日  | REBELLION                    | NOPA-2072 | 13thアルバム『CANNONBALL RUNNING』収録                                                |
| 3  | 2019年8月25日  | FINAL COMMANDER              | NOPA-2140 | 13thアルバム『CANNONBALL RUNNING』「-Aufwachen Form-」バージョン収録                  |
| 4  | 2019年10月4日  | こうもりバットはグッドな紳士 | NOPA-2155 | 『NHKみんなのうた 60 アニバーサリー・ベスト ~ぼくはヒーロー~』収録(2021年5月19日発売) |
| 5  | 2020年4月27日  | おばけずかんのうた           | NOPA-2240 |                                                                                       |
| 6  | 2021年1月10日  | Link or Chains               | NOPA-2445 | 14thアルバム『DELIGHTED REVIVER』収録                                                 |
| 7  | 2021年12月16日 | Red Breeze                   | NOPA-3019 | 14thアルバム『DELIGHTED REVIVER』収録                                                 |
| 8  | 2022年4月6日   | ダブルシャッフル             | NOPA-3020 | 14thアルバム『DELIGHTED REVIVER』収録                                                 |
| 9  | 2023年10月1日  | Sugar Doughnuts              | NOPA-5093 |                                                                                       |
| 10 | 2023年12月24日 | Turn the World               | NOPA-5359 |                                                                                       |

### コラボシングル
|            | 発売日         | タイトル         | 規格品番       | 規格品番   | 規格品番  | オリコン 最高位 | RIAJ認定     | RIAJ認定 |
| 初回限定盤 | 発売日         | タイトル         | 期間限定盤     | 通常盤     | ディスク  | オリコン 最高位 | ダウンロード |          |
| ---------- | -------------- | ---------------- | -------------- | ---------- | --------- | --------------- | ------------ | -------- |
| 1st        | 2013年5月15日  | Preserved Roses  | ESCL-4049/4050 | ESCL-4051  | ESCL-4052 | 2位             | ゴールド     | プラチナ |
| 2nd        | 2013年10月23日 | 革命デュアリズム | KICM-91471     | KICM-91472 | KICM-1473 | 2位             | ゴールド     | ゴールド |

## アルバム

### オリジナルアルバム
|       | 発売日         | タイトル             | 規格品番   | 規格品番   | 規格品番  | オリコン 最高位 | RIAJ認定 |
| CD+BD | 発売日         | タイトル             | CD+DVD     | CD         | ディスク  | オリコン 最高位 |          |
| ----- | -------------- | -------------------- | ---------- | ---------- | --------- | --------------- | -------- |
| 1st   | 2001年12月5日  | supersonic girl      |            |            | KICS-931  | 60位            |          |
| 2nd   | 2002年11月6日  | MAGIC ATTRACTION     | KICS-979   | 21位       |           |                 |          |
| 3rd   | 2003年11月27日 | DREAM SKIPPER        | KICS-1043  | 25位       |           |                 |          |
| 4th   | 2004年12月8日  | ALIVE & KICKING      | KICS-1125  | 17位       |           |                 |          |
| 5th   | 2006年5月3日   | HYBRID UNIVERSE      | KIZC-1/2   |            | 3位       |                 |          |
| 6th   | 2007年11月14日 | GREAT ACTIVITY       | KICS-91339 | KICS-1339  | 2位       | ゴールド        |          |
| 7th   | 2009年6月3日   | ULTIMATE DIAMOND     | KICS-91470 | KICS-1470  | 1位       | ゴールド        |          |
| 8th   | 2010年7月7日   | IMPACT EXCITER       | KICS-91564 | KICS-1564  | 2位       | ゴールド        |          |
| 9th   | 2012年12月12日 | ROCKBOUND NEIGHBORS  | KICS-91847 | KICS-91848 | KICS-1847 | 2位             | ゴールド |
| 10th  | 2014年4月16日  | SUPERNAL LIBERTY     | KICS-93036 | KICS-93037 | KICS-3036 | 1位             | ゴールド |
| 11th  | 2015年11月11日 | SMASHING ANTHEMS     | KICS-93297 | KICS-93298 | KICS-3297 | 2位             | ゴールド |
| 12th  | 2016年12月21日 | NEOGENE CREATION     | KICS-93456 | KICS-93457 | KICS-3456 | 2位             |          |
| 13th  | 2019年12月11日 | CANNONBALL RUNNING   | KICS-93884 | KICS-93885 | KICS-3884 | 3位             |          |
| 14th  | 2022年7月6日   | DELIGHTED REVIVER    | KICS-94071 |            | KICS-4071 | 5位             |          |
| 15th  | 2025年3月19日  | CONTEMPORARY EMOTION | KICS-94190 |            | KICS-4190 | 3位             |          |

### ベストアルバム
|       | 発売日         | タイトル       | 規格品番     | 規格品番     | オリコン 最高位 | RIAJ認定 |
| CD+BD | 発売日         | タイトル       | CD+DVD       | ディスク     | オリコン 最高位 |          |
| ----- | -------------- | -------------- | ------------ | ------------ | --------------- | -------- |
| 1st   | 2007年2月7日   | THE MUSEUM     |              | KIZC-3/4     | 5位             | ゴールド |
| 2nd   | 2011年11月23日 | THE MUSEUM II  | KIZC-139/140 | KIZC-141/142 | 3位             | ゴールド |
| 3rd   | 2018年1月10日  | THE MUSEUM III | KIZC-437/438 | KIZC-439/440 | 2位             |          |

### 配信アルバム
|     | 発売日         | タイトル             | 規格品番  | オリコン 最高位 | 備考                                                                              |
| --- | -------------- | -------------------- | --------- | --------------- | --------------------------------------------------------------------------------- |
| 1st | 2020年11月15日 | NANA ACOUSTIC ONLINE | NOPA-2442 | 3位             | 2020年11月7日に開催の本人初のオンラインライブ「NANA ACOUSTIC ONLINE」の音源配信。 |

## スペシャルCD
|     | 発売日             | タイトル                                          | 規格品番   | 収録内容 | 備考 |
| --- | ------------------ | ------------------------------------------------- | ---------- | --- | --- |
| 1st | 2002年11月23日     | Vision of The Songs featuring "MAGIC ATTRACTION"  | ESCD-20001 | 1. FREEZE・featuring・through the night 2. アナタのミカタ・featuring・PROTECTION 3. はじまりのおわり・featuring・STAND 4. abyss・featuring・deep sea | ラジオ『水樹奈々 スマイルギャング』で放送された、2ndアルバム『MAGIC ATTRACTION』に収録されている4曲のイメージポエムを収録したCD。 ライブ「NANA MIZUKI LIVE ATTRACTION 2002」の各会場で限定販売された。 |
| 2nd | 2005年2月4日       | SCENE IN THE SONG 〜featuring "ALIVE & KICKING"〜 | ESCS-0503  | 1. featuring・Independent Love Song 2. featuring・大好きな君へ 3. featuring・Tears' Night 4. featuring・FAKE ANGEL                                   | ラジオ『水樹奈々 スマイルギャング』で放送された、4thアルバム『ALIVE & KICKING』に収録されている4曲をイメージしたミニドラマを収録したCD。 公式サイト（JAM STATION）のみで通信販売された。 |
| 3rd | 2007年10月26日発送 | テルミドール –Vingt-Sept–                         | SSX-173    | 「テルミドール –Vingt-Sept–」 | 「水樹奈々2007 アルバム＆シングル＆DVD発売記念キャンペーン」の企画。ベストアルバム『THE MUSEUM』、ライブDVD『NANA MIZUKI LIVE MUSEUM×UNIVERSE』、15thシングル『SECRET AMBITION』の初回限定盤に付属した応募券による、応募者全員サービスのスペシャルCD。 同曲は門倉千紗都役でのキャラクターソングミニアルバム『départ chisato×nana』の収録曲「テルミドール」を、上松範康が編曲を施し、セルフカバーしたものである。 ジャケットはベストアルバム『THE MUSEUM』を意識したものであり、このアルバムにはすでに「月」が存在しており、アルバムの製作段階から本曲の収録は決定されていた。 また、「Vingt-Sept」とは、フランス語で「27」の意。 |
| 4th | 2009年10月2日発送  | ULTIMATE DIAMOND INSTRUMENTAL TRACKS              | SSX-192    | 7thアルバム『ULTIMATE DIAMOND』の全15曲のボーカルレス                                                                                                | |

## 映像作品

### PV集
最初の作品から一貫して「NANA CLIPS（数字）」としてシリーズタイトル化されている。
| 発売日         | タイトル     | 規格品番     | 規格品番 | オリコン 最高位 | オリコン 最高位 |
| 発売日         | タイトル     | DVD          | BD       | DVD             | BD              |
| -------------- | ------------ | ------------ | -------- | --------------- | --------------- |
| 2003年1月22日  | NANA CLIPS 1 | KIBM-40      |          | 44位            |                 |
| 2004年7月7日   | NANA CLIPS 2 | KIBM-68      | 21位     |                 |                 |
| 2006年1月18日  | NANA CLIPS 3 | KIBM-103     | 3位      |                 |                 |
| 2008年7月2日   | NANA CLIPS 4 | KIBM-170     | 3位      |                 |                 |
| 2010年10月27日 | NANA CLIPS 5 | KIBM-258/259 | KIXM-20  | 1位             | 1位             |
| 2013年12月11日 | NANA CLIPS 6 | KIBM-383/384 | KIXM-132 | 1位             | 1位             |
| 2016年4月6日   | NANA CLIPS 7 | KIBM-558/559 | KIXM-229 | 3位             | 3位             |
| 2019年3月20日  | NANA CLIPS 8 | KIBM-787     | KIXM-367 | 6位             | 1位             |

### ライブ映像
1作目のみ、タイトルの最初が自身の名前である「NANA MIZUKI〜」となっていたが、2作目以降からは一貫して「NANA MIZUKI LIVE〜」というタイトルがつけられている。
| 発売日         | タイトル                                                | 規格品番 | 規格品番 | オリコン 最高位 | オリコン 最高位 |
| 発売日         | タイトル                                                | DVD      | BD       | DVD             | BD              |
| -------------- | ------------------------------------------------------- | -------- | -------- | --------------- | --------------- |
| 2003年3月26日  | NANA MIZUKI "LIVE ATTRACTION" THE DVD                   |          |          | 16位            |                 |
| 2004年3月3日   | Nana Mizuki LIVE SKIPPER COUNTDOWN THE DVD and more     |          | 6位      |                 |                 |
| 2005年4月6日   | NANA MIZUKI LIVE RAINBOW at BUDOKAN                     |          | 7位      |                 |                 |
| 2006年6月21日  | NANA MIZUKI LIVEDOM-BIRTH- AT BUDOKAN                   |          | 3位      |                 |                 |
| 2007年6月6日   | NANA MIZUKI LIVE MUSEUM×UNIVERSE                        |          | 2位      |                 |                 |
| 2008年5月9日   | NANA MIZUKI LIVE FORMULA at SAITAMA SUPER ARENA         |          | 1位      |                 |                 |
| 2008年12月25日 | NANA MIZUKI LIVE FIGHTER -BLUE SIDE-                    |          | 7位      |                 |                 |
| 2008年12月25日 | NANA MIZUKI LIVE FIGHTER -RED SIDE-                     |          | 6位      |                 |                 |
| 2008年12月25日 | NANA MIZUKI LIVE FIGHTER -BLUE×RED SIDE-                |          |          |                 | 2位             |
| 2009年12月23日 | NANA MIZUKI LIVE DIAMOND×FEVER                          |          |          | 5位             | 1位             |
| 2010年12月22日 | NANA MIZUKI LIVE GAMES×ACADEMY -RED-                    |          |          | 9位             | 2位             |
| 2010年12月22日 | NANA MIZUKI LIVE GAMES×ACADEMY -BLUE-                   |          |          | 8位             | 1位             |
| 2011年10月5日  | NANA MIZUKI LIVE GRACE -ORCHESTRA-                      |          |          | 2位             | 1位             |
| 2012年5月2日   | NANA MIZUKI LIVE CASTLE×JOURNEY -QUEEN-                 |          |          | 5位             | 1位             |
| 2012年5月2日   | NANA MIZUKI LIVE CASTLE×JOURNEY -KING-                  |          |          | 6位             | 2位             |
| 2013年5月1日   | NANA MIZUKI LIVE GRACE -OPUS II-×UNION                  |          |          | 2位             | 1位             |
| 2014年5月28日  | NANA MIZUKI LIVE CIRCUS×CIRCUS+×WINTER FESTA            |          |          | 3位             | 1位             |
| 2015年1月14日  | NANA MIZUKI LIVE FLIGHT×FLIGHT+                         |          |          | 5位             | 1位             |
| 2015年6月17日  | NANA MIZUKI LIVE THEATER -ACOUSTIC-                     |          |          | 10位            | 3位             |
| 2016年1月21日  | NANA MIZUKI LIVE ADVENTURE                              |          |          | 8位             | 6位             |
| 2016年9月14日  | NANA MIZUKI LIVE GALAXY -GENESIS-                       |          |          | 10位            | 4位             |
| 2016年9月14日  | NANA MIZUKI LIVE GALAXY -FRONTIER-                      |          |          | 9位             | 3位             |
| 2017年3月8日   | NANA MIZUKI LIVE PARK×MTV Unplugged: Nana Mizuki        |          |          | 10位            | 3位             |
| 2017年11月15日 | NANA MIZUKI LIVE ZIPANGU×出雲大社御奉納公演〜月花之宴〜 |          |          | 3位             | 1位             |
| 2018年6月20日  | NANA MIZUKI LIVE GATE                                   |          |          | 5位             | 4位             |
| 2019年4月24日  | NANA MIZUKI LIVE GRACE -OPUS III-×ISLAND×ISLAND+        |          |          | 9位             | 1位             |
| 2020年3月25日  | NANA MIZUKI LIVE EXPRESS                                |          |          | 12位            | 4位             |
| 2021年4月7日   | NANA ACOUSTIC ONLINE                                    | KIBM-868 | KIXM-452 | 6位             | 1位             |
| 2022年12月21日 | NANA MIZUKI LIVE HOME×RUNNER                            |          |          | 12位            | 5位             |
| 2023年6月21日  | NANA MIZUKI LIVE HEROES                                 |          |          | 8位             | 3位             |
| 2024年12月25日 | NANA MIZUKI LIVE JUNGLE×PARADE                          |          |          | 17位            | 10位            |

### その他ライブ映像
- Sister Princess Valentine Party（2001年8月1日）
- メモオフ・ファーストコンサート（2002年3月20日）
- メモオフ・セカンドコンサート コンプリートDVD（2003年3月28日）
- リリカル☆パーティー
- Animelo Summer Live 2005年 - 2007年、2008年8月30日、2009年8月23日、2010年8月29日、2011年8月27日・28日、2013年8月25日、2014年8月31日、2017年8月27日
- テイルズ オブ フェスティバル 2010
- CLAMP FESTIVAL 2011 TOKYO DVD（2012年2月22日）
- シンフォギアライブ
- クロスアンジュ 天使と竜の輪舞 Blu-ray / DVD第8巻期間限定封入特典（BD/DVD）プレミアムイベント「クロスアンジュ 天使と竜の祭（フェスタ）」（2015年7月22日）
- KING SUPER LIVE 2015（2015年12月9日）
- T.M.R. LIVE REVOLUTION'17 -20TH ANNIVERSARY FINAL-（2018年3月28日）
- KING SUPER LIVE 2018（2019年3月13日）
- 魔法少女リリカルなのは15周年記念イベント「リリカル☆ライブ」（2020年9月30日）
- Call of Artemis Blu-ray「D4DJ D4 FES. LIVE -ALL IN-」DAY1＆DAY2 ライブ映像（2023年1月25日）
- KING SUPER LIVE 2024（2025年5月14日）

## 参加作品
| 発売日         | 商品名                                                                                         | 歌 | 楽曲                                                           | 備考                                                                     |
| -------------- | ---------------------------------------------------------------------------------------------- | --- | -------------------------------------------------------------- | ------------------------------------------------------------------------ |
| 1999年10月23日 | Webcast program NANA CHANNEL in Oct.1999 featuring♪Nana Mizuki                                 | 水樹奈々 | 「Dear Friend」 「Send You My Love」 「Our Song」              | Webラジオ『ななチャンネル』関連曲                                        |
| 2000年1月23日  | Webcast program NANA CHANNEL in Nov.-Dec.1999 featuring♪Nana Mizuki                            | 水樹奈々 | 「natural」 「つばさをひろげて」                               | Webラジオ『ななチャンネル』関連曲                                        |
| 2001年3月7日   | VINTAGE                                                                                        | 水樹奈々 | 「TRANSMIGRATION」                                             | ラジオ『ESアワー ラジヲのおじかん』関連曲                                |
| 2001年3月7日   | VINTAGE                                                                                        | ARTISTS UNITED ES HOUR | 「Let's sing a song」                                          | ラジオ『ESアワー ラジヲのおじかん』関連曲                                |
| 2001年9月29日  | まみむめ★もがちょ ORIGINAL SOUND TRACK                                                         | 豊嶋真千子、有島モユ、水樹奈々 | 「シアワセ大将」                                               | テレビアニメ『まみむめ★もがちょ』エンディングテーマ                      |
| 2001年10月24日 | Memories Off 2nd サウンドコレクション                                                          | 水樹奈々 | 「オルゴールとピアノと」                                       | ゲーム『Memories Off 2nd』エンディングテーマ                             |
| 2001年10月30日 | Believe 〜気づけばそこに〜                                                                     | 金月真美、野田順子、豊嶋真千子、有島モユ、牧島有希、水樹奈々、バカボン鬼塚 | 「Believe 〜気づけばそこに〜」                                 | ゲーム『リーヴェルファンタジア〜マリエルと妖精物語〜』オープニングテーマ |
| 2001年10月30日 | Believe 〜気づけばそこに〜                                                                     | 金月真美、野田順子、豊嶋真千子、有島モユ、牧島有希、水樹奈々、バカボン鬼塚 | 「Smile Smile」                                                | ゲーム『リーヴェルファンタジア〜マリエルと妖精物語〜』イメージソング     |
| 2002年2月6日   | Success,success                                                                                | 水樹奈々 | 「Birdie,birdie」                                              | テレビアニメ『七人のナナ』エンディングテーマ                             |
| 2002年2月20日  | メモオフ・ファーストコンサートALBUM〜表も裏も完全ノーカット版！〜                              | 間島淳司、山本麻里安、那須めぐみ、田村ゆかり、浅野るり、河合久美、利田優子、水樹奈々、菊池志穂、池澤春菜、仲西環、千葉紗子、南里侑香、小尾元政、REMI、KAORI | 「MEMORIE I・N・G（Live）」                                    | ゲーム『Memories Offシリーズ』関連曲                                     |
| 2002年2月20日  | メモオフ・ファーストコンサートALBUM〜表も裏も完全ノーカット版！〜                              | 水樹奈々 | 「オルゴールとピアノと（Live）」                               | ゲーム『Memories Offシリーズ』関連曲                                     |
| 2002年6月5日   | 夏色の砂時計 サウンドコレクション                                                              | 水樹奈々 | 「未来この星で」                                               | PS2用ゲーム『夏色の砂時計』エンディングテーマ                            |
| 2002年8月29日  | 「姫騎士物語 -PrincessBlue-」初回限定版特典ドラマCD                                            | 水樹奈々 | 「心に咲く花のように」                                         | GBA用ゲーム『姫騎士物語 -PrincessBlue-』主題歌                           |
| 2002年12月18日 | 想い出にかわる君〜Memories Off〜 Sound Collection                                              | 水樹奈々 | 「リプレイマシン」                                             | ゲーム『想い出にかわる君 〜Memories Off〜』オープニングテーマ            |
| 2003年6月18日  | OVA Memories Off 2nd SOUND COLLECTION                                                          | 水樹奈々 | 「Nocturne」                                                   | OVA『Memories Off 2nd』オープニングテーマ                                |
| 2004年7月22日  | OVA 夏色の砂時計 サウンドコレクション                                                          | 水樹奈々 | 「Drive away dream」                                           | OVA『夏色の砂時計』オープニングテーマ                                    |
| 2004年7月22日  | Memories Off 〜それから〜 サウンドコレクション                                                 | 水樹奈々 | 「それでも君を想い出すから」                                   | PS2用ゲーム『Memories Off 〜それから〜』オープニングテーマ               |
| 2005年3月24日  | Memories Off Collectors' Box「想い出にかわる君〜Memories Off〜」+「Memories Off 〜それから〜」 | 水樹奈々 | 「リプレイマシン（live version）」                             | ゲーム『Memories Offシリーズ』関連曲                                     |
| 2005年3月24日  | Memories Off Collectors' Box「想い出にかわる君〜Memories Off〜」+「Memories Off 〜それから〜」 | 池澤春菜、かかずゆみ、高橋美佳子、南里侑香、水樹奈々、村田あゆみ、山本麻里安 | 「誰よりもきっと〜for memories〜」                             | ゲーム『Memories Offシリーズ』関連曲                                     |
| 2005年6月24日  | ONENESS                                                                                        | アニサマフレンズ | 「ONENESS」                                                    | ライブイベント『Animelo Summer Live 2005 -THE BRIDGE-』テーマソング      |
| 2005年6月24日  | ONENESS                                                                                        | 愛内里菜、石田燿子、近江知永、奥井雅美、can/goo、栗林みな実、下川みくに、松本梨香、水樹奈々、unicorn table、米倉千尋 | 「ONENESS（♀ Only Vocal Version）」                            | ライブイベント『Animelo Summer Live 2005 -THE BRIDGE-』テーマソング      |
| 2006年6月9日   | OUTRIDE                                                                                        | アニサマフレンズ | 「OUTRIDE」                                                    | ライブイベント『Animelo Summer Live 2006 -OUTRIDE-』テーマソング         |
| 2007年2月7日   | WILD ARMS the Vth Vanguard ORIGINAL SCORE Vol.2                                                | 水樹奈々 | 「Justice to Believe（ver.Ground Zero）」                      | ゲーム『WILD ARMS the Vth Vanguard』オープニングテーマ                   |
| 2007年2月7日   | WILD ARMS the Vth Vanguard ORIGINAL SCORE Vol.2                                                | 水樹奈々 | 「Crystal Letter」                                             | ゲーム『WILD ARMS the Vth Vanguard』エンディングテーマ                   |
| 2007年6月20日  | Generation-A                                                                                   | アニサマフレンズ | 「Generation-A」                                               | ライブイベント『Animelo Summer Live 2007 -Generation-A-』テーマソング    |
| 2007年6月20日  | Generation-A                                                                                   | ALI PROJECT（宝野アリカ）、近江知永、奥井雅美、栗林みな実、Cy-Rim rev.、松本梨香、樹海、Suara、茅原実里、水樹奈々、m.o.v.e（yuri）、桃井はるこ | 「Generation-A 〜女性 Only Vocal Version〜」                   | ライブイベント『Animelo Summer Live 2007 -Generation-A-』テーマソング    |
| 2008年7月23日  | Yells 〜It's a beautiful life〜                                                                | ALI PROJECT、石川智晶、石田燿子、ELISA、GRANRODEO、栗林みな実、サイキックラバー、savage genius、JAM Project（影山ヒロノブ、遠藤正明、きただにひろし、奥井雅美、福山芳樹）、Suara、茅原実里、平野綾、美郷あき、水樹奈々、May'n、桃井はるこ、米倉千尋 | 「Yells 〜It's a beautiful life〜」                            | ライブイベント『Animelo Summer Live 2008 -Challenge-』テーマソング       |
| 2008年7月23日  | Yells 〜It's a beautiful life〜                                                                | ALI PROJECT（宝野アリカ）、石川智晶、石田燿子、ELISA、栗林みな実、savage genius、奥井雅美、Suara、茅原実里、平野綾、美郷あき、水樹奈々、May'n、桃井はるこ、米倉千尋 | 「Yells 〜It's a beautiful life〜（女性 Only Vocal Version）」 | ライブイベント『Animelo Summer Live 2008 -Challenge-』テーマソング       |
| 2008年9月24日  | 地球へ                                                                                         | THE EARTH BEATS | 「地球へ」 「地球へ-KIZUNA MIX-」 「地球へ-SOUL MIX-」         | 「湾岸まるごとゴミ拾い〜100年たっても地球となかよし〜」サポートソング    |
| 2009年6月24日  | RE:BRIDGE〜Return to oneself〜                                                                 | 彩音、ALI PROJECT、石川智晶、いとうかなこ、ELISA、近江知永、奥井雅美、GRANRODEO、栗林みな実、サイキックラバー、榊原ゆい、savage genius、JAM Project、Suara、茅原実里、平野綾、manzo、水樹奈々、May'n、桃井はるこ、米倉千尋 | 「RE:BRIDGE〜Return to oneself〜」                             | ライブイベント『Animelo Summer Live 2009 -RE:BRIDGE-』テーマソング       |
| 2010年6月23日  | evolution 〜for beloved one〜                                                                  | 彩音、ALI PROJECT、石川智晶、いとうかなこ、奥井雅美、GRANRODEO、栗林みな実、JAM Project、田村ゆかり、茅原実里、南里侑香、飛蘭、fripSide、水樹奈々、May'n、桃井はるこ | 「evolution 〜for beloved one〜」                              | ライブイベント『Animelo Summer Live 2010 -evolution-』テーマソング       |
| 2010年6月23日  | evolution 〜for beloved one〜                                                                  | 彩音、ALI PROJECT（宝野アリカ）、石川智晶、いとうかなこ、栗林みな実、奥井雅美、田村ゆかり、茅原実里、南里侑香、飛蘭、fripSide、水樹奈々、May'n、桃井はるこ | 「evolution 〜for beloved one〜（女性 Only Vocal Version）」   | ライブイベント『Animelo Summer Live 2010 -evolution-』テーマソング       |
| 2010年9月29日  | 男と女3 -Two Hearts Two Voices-                                                                | 稲垣潤一、水樹奈々 | 「笑顔の行方」                                                 |                                                                          |
| 2011年7月27日  | rainbow                                                                                        | 麻生夏子、いとうかなこ、ELISA、GRANRODEO、栗林みな実、黒崎真音、JAM Project、田村ゆかり、茅原実里、水樹奈々、May'n | 「rainbow」                                                    | ライブイベント『Animelo Summer Live 2011 -rainbow-』テーマソング         |
| 2011年7月27日  | rainbow                                                                                        | 麻生夏子、いとうかなこ、ELISA、奥井雅美、栗林みな実、黒崎真音、田村ゆかり、茅原実里、水樹奈々、May'n | 「rainbow（女性 Only Vocal Version）」                         | ライブイベント『Animelo Summer Live 2011 -rainbow-』テーマソング         |
| 2013年5月1日   | 宇宙戦艦ヤマト                                                                                 | Project Yamato 2199注 | 「宇宙戦艦ヤマト」                                             | テレビアニメ『宇宙戦艦ヤマト2199』オープニングテーマ                     |
| 2013年5月1日   | 宇宙戦艦ヤマト                                                                                 | 藍井エイル、麻生夏子、石川智晶、石田燿子、CooRie、栗林みな実、黒崎真音、佐咲紗花、佐藤ひろ美、ZAQ、奥井雅美（JAM Project）、茅原実里、ChouCho、中川翔子、橋本みゆき、飛蘭、堀江美都子、美郷あき、水樹奈々、結城アイラ、妖精帝國（ゆい）、yozuca*、米倉千尋 | 「宇宙戦艦ヤマト（Project Yamato 2199's Female Ver.）」        |                                                                          |
| 2013年5月16日  | The Galaxy Express 999                                                                         | ALI PROJECT、ChouCho、Gero、GRANRODEO、i☆Ris、May'n、nano.RIPE、OLDCODEX、Ray、ZAQ、Zwei、アフィリア・サーガ、いとうかなこ、上坂すみれ、小倉唯、喜多村英梨、串田アキラ、栗林みな実、黒崎真音、小松未可子、サイキックラバー、鈴木このみ、鈴村健一、竹達彩奈、田村ゆかり、茅原実里、富永TOMMY弘明、中島愛、七森中☆ごらく部、南里侑香、野水いおり、日笠陽子、藤田麻衣子、三澤紗千香、水樹奈々、ゆいかおり                                                                      | 「The Galaxy Express 999」                                     | ライブイベント『Animelo Summer Live 2013 -FLAG NINE-』テーマソング       |
| 2014年3月24日  | えがおは君のためにある                                                                         | 水樹奈々 | 「えがおは君のためにある」                                     | 第72回国民体育大会（愛顔つなぐえひめ国体・えひめ大会）イメージソング     |
| 2014年3月26日  | 私とドリカム -DREAMS COME TRUE 25th ANNIVERSARY BEST COVERS-                                   | 水樹奈々 | 「笑顔の行方」                                                 |                                                                          |
| 2014年5月13日  | ONENESS                                                                                        | アイドルマスター（中村繪里子・山崎はるか・大橋彩香）、藍井エイル、アフィリア・サーガ、angela、いとうかなこ、Wake Up, Girls!、小野賢章、OLDCODEX、喜多村英梨、GRANRODEO、栗林みな実、黒崎真音、ZAQ、JAM Project、sweet ARMS、鈴木このみ、STAR☆ANIS、谷本貴義、田村ゆかり、茅原実里、T.M.Revolution、仲谷明香、流田Project、橋本仁、fhána、petit milady、FLOW、堀江由衣、三澤紗千香、水樹奈々、三森すずこ、宮野真守、μ's、May'n、ゆいかおり、悠木碧、吉田仁美、LiSA、和田光司 | 「ONENESS」                                                    | ライブイベント『Animelo Summer Live 2014 -ONENESS-』テーマソング         |
| 2016年10月5日  | 花は咲く〜アニメスター・バージョン〜                                                           | 山寺宏一、水樹奈々 | 「花は咲く〜アニメスター・バージョン〜」                       |                                                                          |
| 2016年10月5日  | 花は咲く〜アニメスター・バージョン〜                                                           | 水樹奈々 | 「花は咲く〜アニメスター・バージョン〜」                       |                                                                          |

### 未音源化楽曲
| 時期   | 楽曲                                                                                  | 備考                                                                             |
| ------ | ------------------------------------------------------------------------------------- | -------------------------------------------------------------------------------- |
| 1999年 | 「冬の淡雪」                                                                          | ロッテチョコレート「冬の淡雪」TV-CMソング、みずきなな名義でTV-CMにも出演。       |
| 2000年 | 「小さな秋の恋〜コスモス〜」 「かもめ哀歌」                                           | ライブ公演「水樹奈々 20th Birthday Anniversary Live」で披露のみ。                |
| 2000年 | 「Bird's Eye View」 「Yo・A・Ke -夜明け-」 「NANA色のように」                         | Webラジオ『ななチャンネル』                                                      |
| 2000年 | 「Autumn Moon」                                                                       | Webラジオ『ななチャンネル』挿入歌                                                |
| 2000年 | 「Twilight Highway Star」                                                             | Webラジオ『ななチャンネル』エンディングテーマ                                    |
| 2001年 | 「VOICE」 「七夕の夜」                                                                | ライブ公演「水樹奈々 21ANNIVERSARY CONCERT "HAPPY"」で披露のみ。                 |
| 2014年 | 「えがおは君のためにある ダンスバージョン」 「えがおは君のためにある 体操バージョン」 | CDには収録されていないが、えひめ国体の公式サイトから無料ダウンロード可能だった。 |

## キャラクターソング
| 発売日           | 商品名 | 歌 | 楽曲 | 備考                                                                                                   |
| 1998年           | 1998年 | 1998年 | 1998年 | 1998年                                                                                                 |
| ---------------- | --- | --- | --- | --- |
| 3月20日          | Girl's Age theme from NOёL 〜La neige〜                                                                                           | 門倉千紗都（水樹奈々） | 「Girl's Age」 | ゲーム『NOëL 〜La neige〜』関連曲                                                                      |
| 3月25日          | NOëL 〜La neige〜 Rendez-vous | 門倉千紗都（水樹奈々） | 「Merry X'mas」 | ゲーム『NOëL 〜La neige〜』関連曲                                                                      |
| 3月25日          | 時空探偵ゲンシクン・オリジナルサウンドトラックだッチ！                                                                            | ゲンシ（ゆきじ）、大和トキオ（森田千明）、大和ソラ（水樹奈々） | 「君って Winking Shining Star」                                                                                                | テレビアニメ『時空探偵ゲンシクン』関連曲                                                               |
| 3月25日          | 時空探偵ゲンシクン・オリジナルサウンドトラックだッチ！                                                                            | ゲンシ（ゆきじ）、オトタン（立木文彦）、大和トキオ（森田千明）、大和ソラ（水樹奈々）、プテラ（西村ちなみ） | 「時空の彼方へ」 | テレビアニメ『時空探偵ゲンシクン』第39話エンディングテーマ                                             |
| 9月26日          | départ chisato×nana | 門倉千紗都（水樹奈々） | 「空と心と…」 「夕立ち」 「Merry X'mas（Holy Night Version）」 「テルミドール」 「Girl's Age（Hey! Nana! Once more please!）」 | ゲーム『NOëL 〜La neige〜』関連曲                                                                      |
| 9月26日          | départ chisato×nana | 門倉千紗都（水樹奈々） | 「Monologue（Shooting Star Version）」                                                                                         | ゲーム『NOëL 〜La neige〜 Special』エンディングテーマアレンジ                                          |
| 2000年           | | | | |
| 9月29日          | Parfait Song Collection | レネット＝キルシュ（水樹奈々） | 「Romantic Heart」 | ゲーム『リトル・ウィッチ レネット 〜スワンの涙ラプソディ〜』主題歌                                     |
| 9月29日          | Parfait Song Collection | レネット＝キルシュ（水樹奈々） | 「Little Witch's Heart Ver.R」                                                                                                 | ゲーム『リトル・ウィッチ レネット 〜スワンの涙ラプソディ〜』挿入歌                                     |
| 12月20日         | 夕やけ雲のむこうに/キミがいるから                                                                                                 | 六祭みなづき（水樹奈々） | 「夕やけ雲のむこうに」 | 読者参加型企画『HAPPY★LESSON』関連曲                                                                   |
| 2001年           | | | | |
|                  | 「幻想世界英雄烈伝 フェアプレイズ」単行本第1巻購入者応募者全員サービス品「太陽のうた」                                            | 斉木陽太（並木のり子）、ボボウ（望月久代）、月島数騎（鈴木真仁）、琴井奏（水樹奈々）、皇志乃武（田中理恵）、キサヤ（那須めぐみ） | 「太陽のうた」 | 『幻想世界英雄烈伝 フェアプレイズ 』オープニングテーマ                                                 |
| 「地球はまわる」 | 「幻想世界英雄烈伝 フェアプレイズ」単行本第1巻購入者応募者全員サービス品「太陽のうた」                                            | 斉木陽太（並木のり子）、ボボウ（望月久代）、月島数騎（鈴木真仁）、琴井奏（水樹奈々）、皇志乃武（田中理恵）、キサヤ（那須めぐみ） | 『幻想世界英雄烈伝 フェアプレイズ 』エンディングテーマ                                                                         | |
| 1月24日          | MELODY/shining★star | SISTER PRINCESS | 「MELODY」 | ゲーム『Sister Princess』オープニングテーマ                                                            |
| 1月24日          | MELODY/shining★star | SISTER PRINCESS | 「shining★star」 | ゲーム『Sister Princess』エンディングテーマ                                                            |
| 2月7日           | シスター・プリンセス 〜12人の天使たち〜                                                                                           | 亞里亞（水樹奈々） | 「王子様とあまいほし」 | 読者参加型企画『シスター・プリンセス』関連曲                                                           |
| 6月6日           | 〜キミ サクラチルナカレ!!〜 ラブひな SPRING SPECIAL                                                                               | ニャモ・ナーモ（水樹奈々） | 「ニャモちゃんのうた（LA LA LA Ver.）」                                                                                        | テレビアニメ『ラブひな 春スペシャル〜キミ サクラチルナカレ!!〜』挿入歌                                 |
| 6月6日           | 〜キミ サクラチルナカレ!!〜 ラブひな SPRING SPECIAL                                                                               | ニャモ・ナーモ（水樹奈々） | 「ニャモちゃんのうた（Love&Peace Ver.）」                                                                                      | テレビアニメ『ラブひな 春スペシャル〜キミ サクラチルナカレ!!〜』関連曲                                 |
| 6月6日           | 〜キミ サクラチルナカレ!!〜 ラブひな SPRING SPECIAL                                                                               | 前原しのぶ（倉田雅世）、ニャモ・ナーモ（水樹奈々） | 「わたしのうた（しのぶ＆ニャモVer.）」                                                                                         | テレビアニメ『ラブひな 春スペシャル〜キミ サクラチルナカレ!!〜』関連曲                                 |
| 7月4日           | 笑顔がNo.1!やっぱりネ | Sister Princess | 「笑顔がNo.1!やっぱりネ」 「まひるのアヒル」 「私のダーリン♥」                                                                 | テレビアニメ『シスター♥プリンセス』関連曲                                                              |
| 8月29日          | Sister Princess Original Sound Track Angel Jukebox                                                                                | 千影（川澄綾子）、亞里亞（水樹奈々） | 「透きとおる夢」 | テレビアニメ『シスター♥プリンセス』関連曲                                                              |
| 9月29日          | Sister Princess Kaleidoscope | 亞里亞（水樹奈々）、鞠絵（柚木涼香） | 「KISEKI no HITO」 | テレビアニメ『シスター♥プリンセス』関連曲                                                              |
| 9月29日          | Sister Princess Kaleidoscope | Sister Princess | 「per favore Boy」 | テレビアニメ『シスター♥プリンセス』関連曲                                                              |
| 9月29日          | Sister Princess Kaleidoscope | Sister Princess | 「TENDER GREEN」 | ラジオ『シスター・プリンセス〜お兄ちゃんといっしょ』エンディングテーマ                                 |
| 9月29日          | Sister Princess Kaleidoscope | 桑谷夏子、望月久代、小林由美子、堀江由衣、神崎ちろ、水樹奈々 | 「乙女心は万華鏡-kaleidoscope-」                                                                                               | ラジオ『シスター・プリンセス〜お兄ちゃんといっしょ』オープニングテーマ                                 |
| 10月11日         | メモリーズオフ2nd・ミニアルバム・コレクションVol.1 遠いこの空から                                                                 | 白河ほたる（水樹奈々） | 「遠いこの空から」 | ゲーム『Memories Off 2nd』関連曲                                                                       |
| 11月22日         | HAPPY★LESSON HARA HARA MUSIC CD                                                                                                   | 六祭みなづき（水樹奈々） | 「なみだ色」 | テレビアニメ『HAPPY★LESSON』関連曲                                                                     |
| 2002年           | | | | |
| 2月20日          | メモオフ・ファーストコンサートALBUM〜表も裏も完全ノーカット版！〜                                                                 | 白河ほたる（水樹奈々） | 「遠いこの空から（Live）」 | ゲーム『Memories Off 2nd』関連曲                                                                       |
| 3月27日          | 七人のナナ〜side story of nana〜 音楽の時間                                                                                       | 鈴木ナナ（水樹奈々） | 「New Frontier」 | テレビアニメ『七人のナナ』関連曲                                                                       |
| 3月27日          | シャーマンキング ボーカルコレクション 歌の万辞苑                                                                                  | 玉村たまお（水樹奈々） | 「花、星、空」 | テレビアニメ『シャーマンキング』関連曲                                                                 |
| 5月9日           | みんなでつくるメモオフCD！ | 白河ほたる（水樹奈々） | 「白河ほたるが歌う『ふたつの心は』」                                                                                           | ゲーム『Memories Off 2nd』関連曲                                                                       |
| 5月9日           | みんなでつくるメモオフCD！ | メモオフ2ndメンバー | 「浜咲学園校歌斉唱」 | ゲーム『Memories Off 2nd』関連曲                                                                       |
| 5月9日           | みんなでつくるメモオフCD！ | 1st&2ndメンバー全15人 | 「雨のち想い出」 | ゲーム『Memories Offシリーズ』関連曲                                                                   |
| 7月26日          | HAPPY★LESSON THE TV DVD第1巻封入特典プチ☆キャラクターCD「おくじょー☆ダンスパラダイス」                                            | 六祭みなづき（水樹奈々） | 「おくじょー☆ダンスパラダイス」                                                                                                | テレビアニメ『HAPPY★LESSON』関連曲                                                                     |
| 2003年           | | | | |
| 3月26日          | LOVE FLOWERS | SISTER PRINCESS | 「LOVE FLOWERS」 | ゲーム『Sister Princess 2』オープニングテーマ                                                          |
| 3月26日          | LOVE FLOWERS | SISTER PRINCESS | 「夢のかけら」 | ゲーム『Sister Princess 2』エンディングテーマ                                                          |
| 4月2日           | エンジェリック・コンサート ボーカルコレクション                                                                                   | リアン＝エルサス（水樹奈々） | 「優しい森」 「愛のチョコスフレ」 「赤い赤い花 〜THE WILD FLOWER〜」                                                           | ゲーム『エンジェリック・コンサート』挿入歌                                                             |
| 11月6日          | SAKURA〜雪月華〜 劇中歌全集 | 九十九奈々（水樹奈々） | 「Oh yes!」 | ゲーム『SAKURA〜雪月華〜』九十九奈々エンディング曲                                                     |
| 12月21日         | シスター・プリンセス&シスター・プリンセス Re Pure X'mas Song Collection                                                           | シスタープリンセス +1 | 「その奇跡は永遠に」 | テレビアニメ『シスター♥プリンセス』挿入歌                                                              |
| 12月21日         | シスター・プリンセス&シスター・プリンセス Re Pure X'mas Song Collection                                                           | Sister Princess | 「Merry Very X'mas」 | テレビアニメ『シスター・プリンセス〜リピュア〜』最終話エンディングテーマ                               |
| 12月26日         | そらいろFairy | SISTER PRINCESS | 「そらいろFairy」 | ゲーム『Sister Princess 2 PREMIUM FAN DISC』オープニングテーマ                                         |
| 12月26日         | そらいろFairy | SISTER PRINCESS | 「しあわせプリンセス」 | ゲーム『Sister Princess 2 PREMIUM FAN DISC』エンディングテーマ                                         |
| 12月28日         | 瓶詰妖精 イメージアルバム「four seasons」                                                                                         | Bottle fairy | 「教えてせんせいさん」 | テレビアニメ『瓶詰妖精』オープニングテーマ                                                             |
| 12月28日         | 瓶詰妖精 イメージアルバム「four seasons」                                                                                         | Bottle fairy | 「四季唄〜瓶詰妖精〜」 | テレビアニメ『瓶詰妖精』エンディングテーマ                                                             |
| 12月28日         | 瓶詰妖精 イメージアルバム「four seasons」                                                                                         | くるる（水樹奈々） | 「春唄〜くるる〜」 | テレビアニメ『瓶詰妖精』エンディングテーマ                                                             |
| 12月28日         | 瓶詰妖精 イメージアルバム「four seasons」                                                                                         | くるる（水樹奈々） | 「観覧車」 | テレビアニメ『瓶詰妖精』関連曲                                                                         |
| 2004年           | | | | |
| 1月28日          | HAPPY☆LESSON「MELODY」 | 六祭みなづき（水樹奈々） | 「KISS ME KISS ME」 | テレビアニメ『HAPPY★LESSON』関連曲                                                                     |
| 7月22日          | 瓶詰妖精 イメージアルバム2「あさ・ひる・よる」                                                                                    | Bottle fairy | 「教えてせんせいさん〜なつ」                                                                                                   | テレビアニメ『瓶詰妖精』関連曲                                                                         |
| 8月25日          | 解決！オサバキーナ オリジナルサントラアルバム                                                                                     | オサバキーナ（水樹奈々） | 「真実を見つめて」 | ゲーム『解決!オサバキーナ』挿入歌                                                                      |
| 8月27日          | RAGNAROK THE ANIMATION SOUND TRACK&CHARACTER SONGS                                                                                | ユーファ（水樹奈々） | 「With 〜ちいさなチカラ〜」 | テレビアニメ『RAGNAROK THE ANIMATION』関連曲                                                           |
| 9月23日          | みんなで作るメモオフCD!! Part2 | 桧月彩花（山本麻里安）、白河ほたる（水樹奈々）、南つばめ（池澤春菜）、寿々奈鷹乃（千葉紗子）、相摩希（南里侑香）、黒須カナタ（村田あゆみ）、北原那由多（高橋美佳子）、藤原雅（かかずゆみ）                                                                                   | 「誰よりもきっと〜for memories〜」                                                                                             | ゲーム『Memories Offシリーズ』関連曲                                                                   |
| 9月24日          | ニニンがシノブ伝 Soundtrack & Songs                                                                                               | 忍（水樹奈々） | 「シノブ音頭」 | テレビアニメ『ニニンがシノブ伝』挿入歌                                                                 |
| 9月24日          | ニニンがシノブ伝 Soundtrack & Songs                                                                                               | 忍（水樹奈々）、不知火楓（川澄綾子）、雅（釘宮理恵） | 「いきなりキッス」 | テレビアニメ『ニニンがシノブ伝』関連曲                                                                 |
| 2005年           | | | | |
| 1月13日          | 魔法少女リリカルなのは サウンドステージ02                                                                                         | フェイト・テスタロッサ（水樹奈々） | 「Wish」 | テレビアニメ『魔法少女リリカルなのは』関連曲                                                           |
| 1月26日          | 君色100% | 東城綾（能登麻美子）、北大路さつき（小林沙苗）、西野つかさ（豊口めぐみ）、南戸唯（水樹奈々） | 「君色100%」 | OVA『いちご100%』オープニングテーマ                                                                    |
| 2月24日          | 戦闘妖精少女 たすけて！メイヴちゃん 初回限定版特典シングルCD「ヤッタネ！約束だよ」                                                | メイヴちゃん（水樹奈々）、スーパーシルフちゃん（大原さやか）、シルフィードちゃん（清水香里） | 「ヤッタネ！約束だよ」 | OVA『戦闘妖精少女 たすけて! メイヴちゃん』エンディングテーマ                                           |
| 3月25日          | tactics SOUND FILE Vol.2 | 江戸川すず（水樹奈々） | 「たったひとつの空」 | テレビアニメ『tactics』関連曲                                                                          |
| 4月6日           | 魔法少女リリカルなのは サウンドステージ03                                                                                         | フェイト・テスタロッサ（水樹奈々） | 「Skyblue gradation」 | テレビアニメ『魔法少女リリカルなのは』関連曲                                                           |
| 8月24日          | いちご100% キャラクターファイル3 南戸唯                                                                                           | 南戸唯（水樹奈々） | 「ココロカプセル」 | OVA『いちご100% -さわやかペンションクライシス〜オーナーに気をつけろ!編-』エンディングテーマ            |
| 8月24日          | いちご100% キャラクターファイル3 南戸唯                                                                                           | 南戸唯（水樹奈々） | 「夏まつり恋風」 | OVA『いちご100%』関連曲                                                                                |
| 8月24日          | 「こいこい7」ソング集 パラダイス                                                                                                  | ガンタイちゃん（水樹奈々） | 「Lost Days」 | テレビアニメ『こいこい7』挿入歌                                                                        |
| 8月29日          | Purism×Egoist ドラマCD VOL.1〜ぽんわり☆スクールDAYS 前編〜                                                                        | るん（水樹奈々） | 「Purism×Egoist」 | ドラマCD『Purism×Egoist ドラマCD VOL.1〜ぽんわり☆スクールDAYS 前編〜』エンディングテーマ               |
| 2006年           | | | | |
| 1月12日          | 魔法少女リリカルなのはA's サウンドステージ02                                                                                      | フェイト・テスタロッサ（水樹奈々） | 「翼」 | テレビアニメ『魔法少女リリカルなのはA's』関連曲                                                        |
| 3月8日           | 魔法少女リリカルなのはA's サウンドステージ03                                                                                      | フェイト・テスタロッサ（水樹奈々） | 「風に舞う花」 | テレビアニメ『魔法少女リリカルなのはA's』関連曲                                                        |
| 5月24日          | オハヨウ/愛においで 逢いにおいで                                                                                                  | 双葉（斎藤千和）、梨々（水樹奈々）、美森（稲村優奈） | 「オハヨウ」 | テレビアニメ『吉永さん家のガーゴイル』オープニングテーマ                                               |
| 5月24日          | オハヨウ/愛においで 逢いにおいで                                                                                                  | 双葉（斎藤千和）、梨々（水樹奈々）、美森（稲村優奈） | 「愛においで 逢いにおいで」 | テレビアニメ『吉永さん家のガーゴイル』エンディングテーマ                                               |
| 7月5日           | 吉永さん家のガーゴイル キャラクターソング「Promise you」                                                                          | 梨々＝ハミルトン（水樹奈々） | 「Promise you」 「愛においで 逢いにおいで（梨々version）」                                                                     | テレビアニメ『吉永さん家のガーゴイル』関連曲                                                           |
| 8月11日          | 魔法少女リリカルなのはA's サウンドステージ ボーカルベストコレクション                                                             | フェイト・テスタロッサ（水樹奈々） | 「翼（Heartful mix）」 「Skyblue gradation（Summertime edit）」 「風に舞う花（Flower mix）」 「Wish（Memories mix）」          | テレビアニメ『魔法少女リリカルなのはA's』関連曲                                                        |
| 8月23日          | つよきす Cool×Sweet コンプリートセレクション                                                                                      | 近衛素奈緒（水樹奈々） | 「スナオ・プリンセス」 | テレビアニメ『つよきす Cool×Sweet』挿入歌                                                              |
| 8月31日          | 集英社ドラマCD ロザリオとバンパイア                                                                                               | 赤夜萌香（水樹奈々） | 「噛まれても好きな人」 | ドラマCD『集英社ドラマCD ロザリオとバンパイア』挿入歌                                                  |
| 9月9日           | ティンクルセイバーNOVA 昼下がりのウィスパー                                                                                       | 天宮さつき（水樹奈々） | 「Lightning Arc」 | ドラマCD『ティンクルセイバーNOVA 昼下がりのウィスパー』主題歌                                          |
| 12月6日          | DVD いぬかみっ! VOL5っ!! 特装版特典CD                                                                                             | 新堂ケイ（水樹奈々） | 「ケイのうた」 | テレビアニメ『いぬかみっ!』第12話エンディングテーマ                                                    |
| 12月20日         | 牙 ORIGINAL SOUNDTRACK Vol.1 | ロイア（水樹奈々） | 「Go Smile」 | テレビアニメ『牙 -KIBA-』関連曲                                                                        |
| 2007年           | | | | |
| 3月28日          | 牙 ORIGINAL SOUNDTRACK Vol.2 | ロイア（水樹奈々） | 「風の吹く場所」 | テレビアニメ『牙 -KIBA-』関連曲                                                                        |
| 7月18日          | 魔法少女リリカルなのはStrikerS サウンドステージ02                                                                                 | フェイト・T・ハラオウン（水樹奈々） | 「Present」 | テレビアニメ『魔法少女リリカルなのはStrikerS』関連曲                                                   |
| 8月10日          | テイルズ オブ シンフォニア THE ANIMATION BONUS DISC II コレクターズ・エディション オリジナルサウンドトラック                      | コレット・ブルーネル（水樹奈々） | 「Fiat lux -光あれ-」 | OVA『テイルズ オブ シンフォニア THE ANIMATION シルヴァラント編』挿入歌                                 |
| 8月22日          | TVアニメ『神曲奏界ポリフォニカ』キャラクターソングアルバム「Meta-morphose」                                                       | ペルセルテ（水樹奈々） | 「私だけのメロディ」 | テレビアニメ『神曲奏界ポリフォニカ』関連曲                                                             |
| 10月24日         | テイルズ オブ シンフォニア THE ANIMATION BONUS DISC III コレクターズ・エディション オリジナルサウンドトラック                     | コレット・ブルーネル（水樹奈々） | 「うちへ帰ろう」 | OVA『テイルズ オブ シンフォニア THE ANIMATION シルヴァラント編』挿入歌 / 第3巻エンディングテーマ       |
| 12月12日         | 魔法少女リリカルなのはStrikerS サウンドステージ04                                                                                 | フェイト・T・ハラオウン（水樹奈々） | 「Endless Chain」 | テレビアニメ『魔法少女リリカルなのはStrikerS』関連曲                                                   |
| 12月19日         | 迷宮バタフライ | ほしな歌唄（水樹奈々） | 「迷宮バタフライ」 | テレビアニメ『しゅごキャラ!』挿入歌                                                                    |
| 12月19日         | 迷宮バタフライ | ほしな歌唄（水樹奈々） | 「Blue Moon」 | テレビアニメ『しゅごキャラ!』関連曲                                                                    |
| 12月21日         | テイルズ オブ シンフォニア THE ANIMATION BONUS DISC IV コレクターズ・エディション オリジナルサウンドトラック＆ミニドラマ          | コレット・ブルーネル（水樹奈々） | 「想いのゆくえ」 | OVA『テイルズ オブ シンフォニア THE ANIMATION シルヴァラント編』関連曲                                 |
| 12月24日         | 召喚少女〜ElementalGirl Calling〜 キャラクターソング・ミニアルバム                                                                | 結（水樹奈々） | 「Crystal heart」 | ゲーム『召喚少女 〜ElementalGirl Calling〜』関連曲                                                     |
| 2008年           | | | | |
| 2月8日           | TVアニメーション「AYAKASHI」Characters Vol.1 夜明エイム                                                                           | 夜明エイム（水樹奈々） | 「蒼き光の果て」 | テレビアニメ『AYAKASHI』関連曲                                                                         |
| 2月14日          | ドラゴノーツ ドラマ&キャラクターソング vol.2                                                                                      | ジークリンデ・バウムガルド（水樹奈々） | 「そばにいてね〜wanna be with you〜」                                                                                          | テレビアニメ『ドラゴノーツ -ザ・レゾナンス-』関連曲                                                    |
| 2月14日          | 「ロザリオとバンパイア」キャラクターソング1 赤夜萌香                                                                              | 赤夜萌香（水樹奈々） | 「赤い情熱」 「赤いスイートピー」                                                                                              | テレビアニメ『ロザリオとバンパイア』挿入歌                                                             |
| 2月22日          | ムシウタ Vol.06 スペシャルCD 6「ムシウタbug」                                                                                     | 一之黒亜梨子（水樹奈々） | 「銀色の羽根」 | ドラマCD『ムシウタbug』関連曲                                                                          |
| 3月26日          | 「ロザリオとバンパイア」キャラクターソング6 ザ・かぷっちゅ                                                                        | ザ・かぷっちゅ | 「冷たいロザリオ」 | テレビアニメ『ロザリオとバンパイア』挿入歌                                                             |
| 3月26日          | 「ロザリオとバンパイア」キャラクターソング6 ザ・かぷっちゅ                                                                        | ザ・かぷっちゅ | 「時の河を越えて」 | テレビアニメ『ロザリオとバンパイア CAPU2』挿入歌                                                       |
| 4月23日          | みなみけ びより | 南冬馬（水樹奈々） | 「ミライトラベル」 | テレビアニメ『みなみけ』関連曲                                                                         |
| 6月25日          | アリソンとリリア ドラマCD I 〜アリソンとヴィル Another Story〜                                                                    | アリソン（水樹奈々） | 「空になる翼」 | テレビアニメ『アリソンとリリア』関連曲                                                                 |
| 8月6日           | BLACK DIAMOND | ブラックダイヤモンズ | 「BLACK DIAMOND」 | テレビアニメ『しゅごキャラ!』挿入歌                                                                    |
| 9月26日          | アリソンとリリア ドラマCD II 〜リリアとトレイズ Another Story〜                                                                   | リリア（水樹奈々） | 「約束のかたち」 | テレビアニメ『アリソンとリリア』関連曲                                                                 |
| 10月29日         | 「ロザリオとバンパイア CAPU2」キャラクターソング1 赤夜萌香                                                                        | 赤夜萌香（水樹奈々） | 「あなたにカプッchu!」 「DESIRE -情熱-」                                                                                       | テレビアニメ『ロザリオとバンパイア CAPU2』挿入歌                                                       |
| 11月26日         | 「ロザリオとバンパイア CAPU2」キャラクターソング7 ザ・かぷっちゅ/謎こうもり                                                       | ザ・かぷっちゅ | 「Shalala -私にくれた物-」 | テレビアニメ『ロザリオとバンパイア CAPU2』挿入歌                                                       |
| 2009年           | | | | |
| 1月7日           | TVアニメーション「イタズラなKiss」オリジナル・サウンドトラック&MOREイタキスSTATION                                                | 相原琴子（水樹奈々） | 「I'm in Love」 | テレビアニメ『イタズラなKiss』関連曲                                                                   |
| 2月18日          | ロザリオとバンパイア IDOL COVER BEST                                                                                              | 赤夜萌香（水樹奈々） | 「MUGO・ん…色っぽい」 | テレビアニメ『ロザリオとバンパイア』関連曲                                                             |
| 3月4日           | 魔法少女リリカルなのはStrikerS サウンドステージ ボーカルベストコレクション                                                        | フェイト・T・ハラオウン（水樹奈々） | 「Present（Sweet honey mix）」 「Endless Chain（Glory Graduation ver）」                                                       | テレビアニメ『魔法少女リリカルなのはStrikerS』関連曲                                                   |
| 3月4日           | ケロロ・ジャポ〜ン！ | シオン（水樹奈々） | 「星のささやく物語」 | 劇場版アニメ『超劇場版ケロロ軍曹 撃侵ドラゴンウォリアーズであります!』挿入歌                           |
| 3月18日          | しゅごキャラ! キャラクターソングコレクション                                                                                      | ほしな歌唄（水樹奈々） | 「Heartful Song」 「ゆめのつぼみ」                                                                                             | テレビアニメ『しゅごキャラ!』挿入歌                                                                    |
| 4月8日           | SOUND OF DESTINY | 緒方理奈（水樹奈々） | 「SOUND OF DESTINY」 「ガラスの華」                                                                                            | テレビアニメ『WHITE ALBUM』挿入歌                                                                      |
| 6月24日          | TVアニメ「神曲奏界ポリフォニカ クリムゾンS」キャラクターソングCD Vol.3 THE THIRD MOVEMENT「リボンの音符♪/あたたかな調べ」         | ユギリ・ペルセルテ（水樹奈々） | 「リボンの音符♪」 | テレビアニメ『神曲奏界ポリフォニカ クリムゾンS』関連曲                                                 |
| 8月5日           | しゅごキャラ! キャラクターソングコレクション2                                                                                     | ほしな歌唄（水樹奈々） | 「太陽が似合うよ」 | テレビアニメ『しゅごキャラ!! どきっ』挿入歌                                                            |
| 8月14日          | 魔法少女リリカルなのは The MOVIE 1st ドラマCD付特別鑑賞券 Side-F                                                                  | フェイト・T・ハラオウン（水樹奈々） | 「君がくれた奇跡」 | 劇場版アニメ『魔法少女リリカルなのは The MOVIE 1st』関連曲                                             |
| 11月26日         | 歌姫ジェニス 女王Ver.CD | ジェニス・カトレーン（水樹奈々） | 「この幸せよ永遠に」 「はかなき命の旅立ち」                                                                                    | アニメ映画『レイトン教授と永遠の歌姫』関連曲                                                           |
| 12月9日          | Theme of Lan Fan by THE ALCHEMISTS                                                                                                | ランファン（水樹奈々） | 「空風」 「そっと、そっと」 | テレビアニメ『鋼の錬金術師 FULLMETAL ALCHEMIST』関連曲                                                 |
| 12月16日         | THE ETERNAL DIVA〜「映画 レイトン教授と永遠の歌姫」オリジナルテーマ曲集                                                           | ジェニス・カトレーン（水樹奈々） | 「永遠の歌姫」 | アニメ映画『レイトン教授と永遠の歌姫』主題歌                                                           |
| 12月16日         | THE ETERNAL DIVA〜「映画 レイトン教授と永遠の歌姫」オリジナルテーマ曲集                                                           | ジェニス・カトレーン（水樹奈々） | 「思い出のレコード」 「海の歌」 「太陽の歌」 「藍の思い出」                                                                    | アニメ映画『レイトン教授と永遠の歌姫』BGM                                                              |
| 2010年           | | | | |
| 1月1日           | POWDER SNOW | 緒方理奈（水樹奈々） | 「POWDER SNOW」 | テレビアニメ『WHITE ALBUM』挿入歌                                                                      |
| 1月1日           | POWDER SNOW | 緒方理奈（水樹奈々） | 「1986年のマリリン」 | テレビアニメ『WHITE ALBUM』関連曲                                                                      |
| 1月27日          | WHITE ALBUM サウンドステージ01 | 緒方理奈（水樹奈々） | 「RED ORPHEUS 〜赤の神話〜」 「CALL FROM EVE」                                                                                 | テレビアニメ『WHITE ALBUM』関連曲                                                                      |
| 2月17日          | しゅごキャラ! キャラクターソングコレクション3                                                                                     | ほしな歌唄（水樹奈々） | 「茜色の空」 | テレビアニメ『しゅごキャラ!』関連曲                                                                    |
| 2月24日          | WHITE ALBUM サウンドステージ02 | 緒方理奈（水樹奈々） | 「弾丸少女」 | テレビアニメ『WHITE ALBUM』関連曲                                                                      |
| 3月12日          | Microsoft Windows 7 Ultimate 64bit DSP版CD付き限定品付属CD「七色ジェネレータ」                                                    | 窓辺ななみ（水樹奈々） | 「七色ジェネレータ」 | Microsoft Windows 7応援ソング                                                                          |
| 3月24日          | WHITE ALBUM Character Song Best & Sound Track                                                                                     | 森川由綺（平野綾）、緒方理奈（水樹奈々） | 「POWDER SNOW（Live Ver.）」 「POWDER SNOW（YUKI & RINA Ver.）」                                                               | テレビアニメ『WHITE ALBUM』挿入歌                                                                      |
| 4月7日           | HEAVENS DIVIDE/恋の抑止力 | パス・オルテガ・アンドラーデ（水樹奈々） | 「恋の抑止力」 | ゲーム『METAL GEAR SOLID PEACE WALKER』挿入歌                                                          |
| 4月7日           | HEAVENS DIVIDE/恋の抑止力 | パス・オルテガ・アンドラーデ（水樹奈々） | 「恋の抑止力 PAZ special ver.」                                                                                                | ゲーム『METAL GEAR SOLID PEACE WALKER』関連曲                                                          |
| 4月21日          | つ.ぼ.み〜Future Flower〜/スペシャル*カラフル                                                                                     | 花咲つぼみ（水樹奈々） | 「つ.ぼ.み〜Future Flower〜」                                                                                                  | テレビアニメ『ハートキャッチプリキュア!』挿入歌                                                        |
| 4月30日          | ドラマCD しなこいっ | 鳴神虎春（水樹奈々） | 「Heaven in the Hell」 | ドラマCD『しなこいっ』エンディングテーマ                                                               |
| 7月22日          | ハートキャッチプリキュア! ボーカルアルバム1 〜大地と海と陽と月と〜                                                                | 花咲つぼみ（水樹奈々） | 「つ.ぼ.み〜Future Flower〜（Promenade remix）」 「OPEN THE WORLD」                                                            | テレビアニメ『ハートキャッチプリキュア!』関連曲                                                        |
| 7月22日          | ハートキャッチプリキュア! ボーカルアルバム1 〜大地と海と陽と月と〜                                                                | つぼみ（水樹奈々）、えりか（水沢史絵）、いつき（桑島法子） | 「こころの花」 | テレビアニメ『ハートキャッチプリキュア!』関連曲                                                        |
| 10月27日         | 「映画 ハートキャッチプリキュア! 花の都でファッションショー…ですか!?」主題歌シングル                                              | 池田彩 with ハートキャッチプリキュア | 「Alright!ハートキャッチプリキュア! for the Movie」                                                                            | 劇場版アニメ『映画 ハートキャッチプリキュア! 花の都でファッションショー…ですか!?』オープニングテーマ   |
| 10月27日         | 「映画 ハートキャッチプリキュア! 花の都でファッションショー…ですか!?」主題歌シングル                                              | 工藤真由 with ハートキャッチプリキュア | 「Tomorrow Song 〜あしたのうた〜 for the Movie」                                                                               | 劇場版アニメ『映画 ハートキャッチプリキュア! 花の都でファッションショー…ですか!?』エンディングテーマ   |
| 12月22日         | ハートキャッチプリキュア! ボーカルアルバム2 〜いろとりどりの花言葉〜                                                              | 花咲つぼみ（水樹奈々） | 「Flower Message」 | テレビアニメ『ハートキャッチプリキュア!』関連曲                                                        |
| 12月22日         | ハートキャッチプリキュア! ボーカルアルバム2 〜いろとりどりの花言葉〜                                                              | つぼみ（水樹奈々）、えりか（水沢史絵）、いつき（桑島法子）、ゆり（久川綾） | 「こころの種」 | テレビアニメ『ハートキャッチプリキュア!』関連曲                                                        |
| 2011年           | | | | |
| 1月26日          | “文学少女”メモワール サウンドトラックIII-恋する乙女の狂想曲-                                                                      | 琴吹ななせ（水樹奈々） | 「恋舞メヌエット」 | OVA『“文学少女”メモワールIII-恋する乙女の狂想曲-』関連曲                                               |
| 4月6日           | キラキラkawaii! プリキュア大集合♪〜いのちの花〜/ありがとうがいっぱい                                                              | キュア・レインボーズ with プリキュアオールスターズ21 | 「ありがとうがいっぱい（映画version）」                                                                                        | 劇場版アニメ『映画 プリキュアオールスターズDX3 未来にとどけ! 世界をつなぐ☆虹色の花』エンディングテーマ |
| 8月10日          | 「聖闘士星矢 THE LOST CANVAS 冥王神話」キャラクターソング アルバム                                                                | パンドラ（水樹奈々） | 「Illusion Garden」 | OVA『聖闘士星矢 THE LOST CANVAS 冥王神話』関連曲                                                       |
| 8月24日          | トリコ キャラクターコレクションII                                                                                                 | ティナ（水樹奈々） | 「1グラムだけのMIRACLE」 | テレビアニメ『トリコ』関連曲                                                                           |
| 2012年           | | | | |
| 1月25日          | 戦姫絶唱シンフォギア キャラクターソング1 ツヴァイウィング                                                                         | ツヴァイウィング | 「逆光のフリューゲル」 「ORBITAL BEAT」                                                                                        | テレビアニメ『戦姫絶唱シンフォギア 』挿入歌                                                            |
| 3月14日          | 戦姫絶唱シンフォギア キャラクターソング3 風鳴翼                                                                                   | 風鳴翼（水樹奈々） | 「絶刀・天羽々斬」 「FLIGHT FEATHERS」                                                                                         | テレビアニメ『戦姫絶唱シンフォギア 』挿入歌                                                            |
| 3月15日          | 『Shining Blade』予約特典「春の新生活応援ファンディスク」                                                                         | サクヤ（水樹奈々） | 「生命の桜歌」 | ゲーム『シャイニング・ブレイド』挿入歌                                                                 |
| 8月29日          | 戦姫絶唱シンフォギア BD・DVD第6巻特典CD                                                                                           | 立花響（悠木碧）、風鳴翼（水樹奈々）、雪音クリス（高垣彩陽） | 「FIRST LOVE SONG」 | テレビアニメ『戦姫絶唱シンフォギア』挿入歌                                                             |
| 2013年           | | | | |
| 4月24日          | みなみけのみなうた | みなみけのみなさん | 「みなうた」 | テレビアニメ『みなみけ ただいま』関連曲                                                                |
| 4月24日          | みなみけのみなうた | 南冬馬（水樹奈々） | 「爽快Shooting」 | テレビアニメ『みなみけ ただいま』関連曲                                                                |
| 7月17日          | 戦姫絶唱シンフォギアG キャラクターソング1 マリア×風鳴翼                                                                           | マリア・カデンツァヴナ・イヴ（日笠陽子）、風鳴翼（水樹奈々） | 「不死鳥のフランメ」 | テレビアニメ『戦姫絶唱シンフォギアG』挿入歌                                                            |
| 8月21日          | 戦姫絶唱シンフォギアG キャラクターソング4 風鳴翼                                                                                  | 風鳴翼（水樹奈々） | 「月煌ノ剣」 「恋の桶狭間」 | テレビアニメ『戦姫絶唱シンフォギアG』挿入歌                                                            |
| 10月2日          | 戦姫絶唱シンフォギアG オリジナルサウンドトラック1                                                                                 | 風鳴翼（水樹奈々） | 「羽撃きは鋭く、風切る如く（聖詠）」                                                                                           | |
| 10月2日          | 戦姫絶唱シンフォギアG オリジナルサウンドトラック1                                                                                 | 立花響（悠木碧）、風鳴翼（水樹奈々）、雪音クリス（高垣彩陽） | 「戦姫絶唱 ver.Tri-Burst（絶唱）」                                                                                             | |
| 2014年           | | | | |
| 3月5日           | 戦姫絶唱シンフォギアG オリジナルサウンドトラック6                                                                                 | 立花響（悠木碧）、風鳴翼（水樹奈々）、雪音クリス（高垣彩陽）、マリア・カデンツァヴナ・イヴ（日笠陽子）、月読調（南條愛乃）、暁切歌（茅野愛衣） | 「始まりの歌（バベル）」 | |
| 3月5日           | 戦姫絶唱シンフォギアG オリジナルサウンドトラック6                                                                                 | 立花響（悠木碧）、風鳴翼（水樹奈々）、雪音クリス（高垣彩陽）、マリア・カデンツァヴナ・イヴ（日笠陽子）、月読調（南條愛乃）、暁切歌（茅野愛衣）、天羽奏（高山みなみ） | 「虹色のフリューゲル」 | |
| 3月12日          | プリキュア〜永遠のともだち〜(2014Version)/プリキュア・メモリ(NewStage3 Version)                                                   | キュアブラック（本名陽子）、キュアブルーム（樹元オリエ）、キュアドリーム（三瓶由布子）、キュアピーチ（沖佳苗）、キュアブロッサム（水樹奈々）、キュアメロディ（小清水亜美）、キュアハッピー（福圓美里）、キュアハート（生天目仁美）、キュアラブリー（中島愛）                 | 「プリキュア・メモリ（NewStage3 Version）」                                                                                    | 劇場版アニメ『映画 プリキュアオールスターズNewStage3 永遠のともだち』エンディングテーマ                |
| 5月4日           | DSP版 Windows 8.1 Pro Update 限定パック付属CD「Future Update」                                                                    | 窓辺ななみ（水樹奈々）、クラウディア・窓辺（喜多村英梨） | 「Future Update」 | DSP版Windows 8.1応援ソング                                                                             |
| 12月17日         | 冬の終わりに | 日向ヒナタ（水樹奈々） | 「冬の終わりに」 | 劇場版アニメ『THE LAST -NARUTO THE MOVIE-』関連曲                                                      |
| 12月19日         | DSP版 Windows 8.1 Pro Update 限定パック 2014 Winter version付属CD「Find the Way 〜煌めきの羽根〜」                                | 窓辺ななみ（水樹奈々）、クラウディア・窓辺（喜多村英梨） | 「Find the Way 〜煌めきの羽根〜」                                                                                              | DSP版Windows 8.1応援ソング                                                                             |
| 12月24日         | クロスアンジュ 天使と竜の輪舞 Blu-ray / DVD第1巻特典CD オリジナルサウンドトラック1                                                | アンジュ（水樹奈々） | 「永遠語り〜光ノ歌〜」 | テレビアニメ『クロスアンジュ 天使と竜の輪舞』挿入歌                                                    |
| 12月28日         | C87窓辺ファミリー限定パック〜ななみ×クラウディア 夢デュエット Remix バージョン〜                                                  | 窓辺ななみ（水樹奈々）、クラウディア・窓辺（喜多村英梨） | 「Future Update（Remixバージョン）」 「Find the Way 〜煌めきの羽根〜（Remixバージョン）」                                      | DSP版Windows 8.1応援ソング                                                                             |
| 2015年           | | | | |
| 1月28日          | Shining Resonance Music Collection                                                                                                | エクセラ（水樹奈々） | 「天空のアリア『天翔ける刻の翼』」                                                                                             | ゲーム『シャイニング・レゾナンス』関連曲                                                               |
| 6月24日          | クロスアンジュ 天使と竜の輪舞 Blu-ray / DVD第7巻特典CD オリジナルサウンドトラック3                                                | アンジュ（水樹奈々）、サラ（堀江由衣） | 「永遠語り〜El Ragna〜」 | テレビアニメ『クロスアンジュ 天使と竜の輪舞』挿入歌                                                    |
| 7月8日           | 戦姫絶唱シンフォギアGX キャラクターソング1 マリア×風鳴翼                                                                          | マリア・カデンツァヴナ・イヴ（日笠陽子）、風鳴翼（水樹奈々） | 「星天ギャラクシィクロス」 | テレビアニメ『戦姫絶唱シンフォギアGX』挿入歌                                                           |
| 8月12日          | 戦姫絶唱シンフォギアGX キャラクターソング3 風鳴翼                                                                                 | 風鳴翼（水樹奈々） | 「Beyond the BLADE」 | テレビアニメ『戦姫絶唱シンフォギアGX』挿入歌                                                           |
| 8月12日          | 戦姫絶唱シンフォギアGX キャラクターソング3 風鳴翼                                                                                 | 風鳴翼（水樹奈々） | 「空へ…」 | テレビアニメ『戦姫絶唱シンフォギアGX』関連曲                                                           |
| 9月30日          | 戦姫絶唱シンフォギアGX BD・DVD第1巻特典CD                                                                                         | 立花響（悠木碧）、風鳴翼（水樹奈々）、雪音クリス（高垣彩陽） | 「RADIANT FORCE」 | テレビアニメ『戦姫絶唱シンフォギアGX』挿入歌                                                           |
| 10月28日         | 戦姫絶唱シンフォギアGX OriginalSoundtrack                                                                                         | 立花響（悠木碧）、風鳴翼（水樹奈々）、雪音クリス（高垣彩陽）、マリア・カデンツァヴナ・イヴ（日笠陽子）、月読調（南條愛乃）、暁切歌（茅野愛衣） | 「戦場の姫巫女、絶えず命を唱いあげる（絶唱）」                                                                                 | |
| 11月25日         | 戦姫絶唱シンフォギアGX BD・DVD第3巻特典CD                                                                                         | 風鳴翼（水樹奈々）、雪音クリス（高垣彩陽） | 「BAYONET CHARGE」 | テレビアニメ『戦姫絶唱シンフォギアGX』挿入歌                                                           |
| 11月25日         | 戦姫絶唱シンフォギアGX BD・DVD第3巻特典CD                                                                                         | 立花響（悠木碧）、風鳴翼（水樹奈々）、雪音クリス（高垣彩陽） | 「RADIANT FORCE（IGNITED arrangement）」                                                                                       | テレビアニメ『戦姫絶唱シンフォギアGX』挿入歌                                                           |
| 11月26日         | 『ブレードアークス from シャイニングEX ‐Tony’s Premium Fan Box‐』特典CD「Shining Ark CHARACTER SONG ALBUM」                       | ヴァイオラ（水樹奈々） | 「境界のハルモニア」 | ゲーム『シャイニング・アーク』劇中歌                                                                   |
| 2016年           | | | | |
| 1月27日          | 戦姫絶唱シンフォギアGX BD・DVD第5巻特典CD                                                                                         | 風鳴翼（水樹奈々） | 「Beyond the BLADE（IGNITED arrangement）」                                                                                    | テレビアニメ『戦姫絶唱シンフォギアGX』挿入歌                                                           |
| 11月23日         | 「この美術部には問題がある!」BD・DVD第3巻 キャラクターソングCD vol.1                                                              | 宇佐美みずき（小澤亜李）、コレット（上坂すみれ）、立花夢子（水樹奈々） | 「青空キャンバス」 | テレビアニメ『この美術部には問題がある!』挿入歌                                                        |
| 2017年           | | | | |
| 1月30日          | 「魔法少女リリカルなのは Reflection」ドラマCD付き特別鑑賞券【フェイト＆アリサ＆すずか編+ボーナストラック ViVid Strike! リンネ編】 | フェイト・Ｔ・ハラオウン（水樹奈々） | 「願いの蕾」 | 劇場版アニメ『魔法少女リリカルなのは Reflection』関連曲                                                |
| 2月22日          | 「この美術部には問題がある!」BD・DVD第6巻 キャラクターソングCD vol.2                                                              | 宇佐美みずき（小澤亜李）、コレット（上坂すみれ）、伊万莉まりあ（東山奈央）、立花夢子（水樹奈々） | 「ココロ*パレット（合唱 ver.）」                                                                                               | テレビアニメ『この美術部には問題がある!』第12話エンディングテーマ                                      |
| 7月19日          | 戦姫絶唱シンフォギアAXZ キャラクターソング3 風鳴翼                                                                                | 風鳴翼（水樹奈々） | 「月下美刃」 | テレビアニメ『戦姫絶唱シンフォギアAXZ』挿入歌                                                          |
| 7月19日          | 戦姫絶唱シンフォギアAXZ キャラクターソング3 風鳴翼                                                                                | 風鳴翼（水樹奈々） | 「ルミナスゲイト」 | 映像特典『戦姫絶唱しないシンフォギア』第4期挿入歌                                                      |
| 9月27日          | 戦姫絶唱シンフォギアAXZ BD・DVD第1巻特典CD                                                                                        | 立花響（悠木碧）、風鳴翼（水樹奈々）、雪音クリス（高垣彩陽） | 「激唱インフィニティ」 | テレビアニメ『戦姫絶唱シンフォギアAXZ』挿入歌                                                          |
| 10月25日         | 戦姫絶唱シンフォギアAXZ BD・DVD第2巻特典CD                                                                                        | 立花響（悠木碧）、風鳴翼（水樹奈々）、雪音クリス（高垣彩陽） | 「激唱インフィニティ（IGNITED arrangement）」                                                                                  | テレビアニメ『戦姫絶唱シンフォギアAXZ』挿入歌                                                          |
| 2018年           | | | | |
| 1月31日          | 戦姫絶唱シンフォギアAXZ BD・DVD第5巻特典CD                                                                                        | 風鳴翼（水樹奈々）、月読調（南條愛乃） | 「風月ノ疾双」 | テレビアニメ『戦姫絶唱シンフォギアAXZ』挿入歌                                                          |
| 2月28日          | 戦姫絶唱シンフォギアAXZ BD・DVD第6巻特典CD                                                                                        | 立花響（悠木碧）、風鳴翼（水樹奈々）、雪音クリス（高垣彩陽）、マリア・カデンツァヴナ・イヴ（日笠陽子）、月読調（南條愛乃）、暁切歌（茅野愛衣） | 「アクシアの風」 | テレビアニメ『戦姫絶唱シンフォギアAXZ』挿入歌                                                          |
| 8月29日          | 戦姫絶唱シンフォギアXD UNLIMITED キャラクターソングアルバム1                                                                      | 風鳴翼（水樹奈々） | 「疾風迅雷」 | ゲーム『戦姫絶唱シンフォギアXD UNLIMITED』関連曲                                                       |
| 12月21日         | ぐらんぶる BD・DVD第4巻特典CD | 水樹カヤ（水樹奈々） | 「紺碧のアル・フィーネ〜水樹カヤver.〜」                                                                                       | テレビアニメ『ぐらんぶる』第11話エンディングテーマ                                                     |
| 2019年           | | | | |
| 9月4日           | 戦姫絶唱シンフォギアXV キャラクターソング6 風鳴翼                                                                                 | 風鳴翼（水樹奈々） | 「Defender'Z Brand!」 | テレビアニメ『戦姫絶唱シンフォギアXV』挿入歌                                                           |
| 9月4日           | 戦姫絶唱シンフォギアXV キャラクターソング6 風鳴翼                                                                                 | 風鳴翼（水樹奈々） | 「風のあなたに」 | テレビアニメ『戦姫絶唱シンフォギアXV』関連曲                                                           |
| 9月26日          | ご注文はうさぎですか?? 〜Sing For You〜 BD・DVD特典 劇中歌ハイレゾ音源収録DVD-ROM                                                 | サキ（水樹奈々）、チノ（水瀬いのり） | 「銀のスプーン 〜Blend of Memory〜」                                                                                           | OVA『ご注文はうさぎですか?? 〜Sing For You〜』主題歌                                                   |
| 9月26日          | ご注文はうさぎですか?? 〜Sing For You〜 BD・DVD特典 劇中歌ハイレゾ音源収録DVD-ROM                                                 | サキ（水樹奈々） | 「銀のスプーン」 | OVA『ご注文はうさぎですか?? 〜Sing For You〜』挿入歌                                                   |
| 10月2日          | 戦姫絶唱シンフォギアXV BD・DVD第1巻特典CD                                                                                         | 立花響（悠木碧）、風鳴翼（水樹奈々）、雪音クリス（高垣彩陽）、マリア・カデンツァヴナ・イヴ（日笠陽子）、月読調（南條愛乃）、暁切歌（茅野愛衣） | 「六花繚乱」 | テレビアニメ『戦姫絶唱シンフォギアXV』挿入歌                                                           |
| 10月2日          | 戦姫絶唱シンフォギアXV BD・DVD第1巻特典CD                                                                                         | 風鳴翼（水樹奈々）、マリア・カデンツァヴナ・イヴ（日笠陽子） | 「Angelic Remnant」 | テレビアニメ『戦姫絶唱シンフォギアXV』挿入歌                                                           |
| 11月20日         | 魔法少女リリカルなのは キャラクターソング コンプリートBOX                                                                         | ディアーチェ（植田佳奈）、シュテル（田村ゆかり）、レヴィ（水樹奈々） | 「暁の祈り〜Ver.Trinity Hearts」                                                                                               | 劇場版アニメ『魔法少女リリカルなのは Reflection』関連曲                                                |
| 11月20日         | 魔法少女リリカルなのは キャラクターソング コンプリートBOX                                                                         | 高町なのは（田村ゆかり）、フェイト・T・ハラオウン（水樹奈々） | 「Brand new Days」 | 劇場版アニメ『魔法少女リリカルなのは Reflection』関連曲                                                |
| 12月4日          | 戦姫絶唱シンフォギアXD UNLIMITED キャラクターソングアルバム2                                                                      | ツヴァイウィング | 「逆光のフリューゲル（Ver.双翼のシリウス）」 「双翼のウイングビート」                                                          | ゲーム『戦姫絶唱シンフォギアXD UNLIMITED』関連曲                                                       |
| 12月4日          | 戦姫絶唱シンフォギアXD UNLIMITED キャラクターソングアルバム2                                                                      | 風鳴翼（水樹奈々） | 「防人ノ歌」 | ゲーム『戦姫絶唱シンフォギアXD UNLIMITED』関連曲                                                       |
| 12月12日         | 新サクラ大戦 初回限定版特典CD「歴代歌謡集」                                                                                       | 天宮さくら（佐倉綾音）、東雲初穂（内田真礼）、望月あざみ（山村響）、アナスタシア・パルマ（福原綾香）、クラリス（早見沙織）、ホワン・ユイ（上坂すみれ）、ランスロット（沼倉愛美）、エリス（水樹奈々）                                                                         | 「新たなる」 | ゲーム『新サクラ大戦』エンディングテーマ                                                               |
| 12月12日         | 新サクラ大戦 初回限定版特典CD「歴代歌謡集」                                                                                       | エリス（水樹奈々） | 「鉄の星」 | ゲーム『新サクラ大戦』関連曲                                                                           |
| 2020年           | | | | |
| 2月5日           | 戦姫絶唱シンフォギアXV BD・DVD第5巻特典CD                                                                                         | 立花響（悠木碧）、風鳴翼（水樹奈々）、雪音クリス（高垣彩陽）、マリア・カデンツァヴナ・イヴ（日笠陽子）、月読調（南條愛乃）、暁切歌（茅野愛衣）、キャロル・マールス・ディーンハイム（水瀬いのり）                                                                             | 「PERFECT SYMPHONY」 | テレビアニメ『戦姫絶唱シンフォギアXV』挿入歌                                                           |
| 2月5日           | 戦姫絶唱シンフォギアXV BD・DVD第5巻特典CD                                                                                         | 立花響（悠木碧）、風鳴翼（水樹奈々）、雪音クリス（高垣彩陽）、マリア・カデンツァヴナ・イヴ（日笠陽子）、月読調（南條愛乃）、暁切歌（茅野愛衣）、小日向未来（井口裕香） | 「Xtreme Vibes」 | テレビアニメ『戦姫絶唱シンフォギアXV』挿入歌                                                           |
| 3月4日           | 戦姫絶唱シンフォギアXV BD・DVD第6巻特典CD                                                                                         | 立花響（悠木碧）、風鳴翼（水樹奈々）、雪音クリス（高垣彩陽）、マリア・カデンツァヴナ・イヴ（日笠陽子）、月読調（南條愛乃）、暁切歌（茅野愛衣）、小日向未来（井口裕香） | 「未来へのフリューゲル」 | テレビアニメ『戦姫絶唱シンフォギアXV』挿入歌                                                           |
| 4月27日          | おばけずかんのうた 〜いつでも どこでも〜                                                                                          | ボーニャン（水樹奈々） | 「おばけずかんのうた 〜いつでも どこでも〜」                                                                                   | テレビアニメ『おばけずかん』主題歌                                                                     |
| 5月20日          | 你的光芒 | 青行燈（水樹奈々） | 「你的光芒」 | ゲーム『陰陽師』関連曲                                                                                 |
| 5月27日          | 桜夢見し | 帝国歌劇団・花組、エリス（水樹奈々）、ランスロット（沼倉愛美）、ホワン・ユイ（上坂すみれ） | 「桜夢見し」 | テレビアニメ『新サクラ大戦 the Animation』エンディングテーマ                                           |
| 2021年           | | | | |
| 2月24日          | WOW WAR TONIGHT〜時には起こせよムーヴメント〜                                                                                     | 天野愛莉（水樹奈々）、姫神紗乃（Raychell） | 「WOW WAR TONIGHT〜時には起こせよムーヴメント〜」                                                                              | テレビアニメ『D4DJ First Mix』エンディングテーマ                                                       |
| 2月24日          | WOW WAR TONIGHT〜時には起こせよムーヴメント〜                                                                                     | 天野愛莉（水樹奈々） | 「WOW WAR TONIGHT〜時には起こせよムーヴメント〜」                                                                              | テレビアニメ『D4DJ First Mix』関連曲                                                                   |
| 7月7日           | ABC体操 | いけてるお兄さん（宮野真守）、うたのお姉さん（水樹奈々） | 「ABC体操」 | テレビアニメ『うらみちお兄さん』オープニングテーマ                                                     |
| 7月7日           | ABC体操 | いけてるお兄さん（宮野真守）、うたのお姉さん（水樹奈々） | 「ABC体操（special mix）」 | テレビアニメ『うらみちお兄さん』関連曲                                                                 |
| 7月7日           | ABC体操 | うたのお姉さん（水樹奈々） | 「ABC体操」 | テレビアニメ『うらみちお兄さん』関連曲                                                                 |
| 7月16日          | 傘持ってないときに限って雨降るのなんで                                                                                            | うたのお姉さん（水樹奈々） | 「傘持ってないときに限って雨降るのなんで」                                                                                     | テレビアニメ『うらみちお兄さん』劇中歌                                                                 |
| 8月5日           | 得手不得手/猫が何もない空間を見てる                                                                                               | いけてるお兄さん（宮野真守）、うたのお姉さん（水樹奈々） | 「得手不得手」 | テレビアニメ『うらみちお兄さん』劇中歌                                                                 |
| 8月5日           | 得手不得手/猫が何もない空間を見てる                                                                                               | うたのお姉さん（水樹奈々） | 「猫が何もない空間を見てる」                                                                                                   | テレビアニメ『うらみちお兄さん』劇中歌                                                                 |
| 9月9日           | エンドレス猛暑/極寒スパイラル | いけてるお兄さん（宮野真守）、うたのお姉さん（水樹奈々） | 「エンドレス猛暑」 「極寒スパイラル」                                                                                          | テレビアニメ『うらみちお兄さん』劇中歌                                                                 |
| 9月16日          | 試食でめっちゃ美味しかったパン買って帰ると普通なのなんで                                                                          | いけてるお兄さん（宮野真守）、うたのお姉さん（水樹奈々） | 「試食でめっちゃ美味しかったパン買って帰ると普通なのなんで」                                                                   | テレビアニメ『うらみちお兄さん』劇中歌                                                                 |
| 9月23日          | 浪花の恋のペアルック | 多田野詩乃/追出やす子（水樹奈々） | 「浪花の恋のペアルック」 | テレビアニメ『うらみちお兄さん』劇中歌                                                                 |
| 10月20日         | シャンティア〜しあわせのくに〜 | キュアサマー（ファイルーズあい）、キュアコーラル（花守ゆみり）、キュアパパイア（石川由依）、キュアフラミンゴ（瀬戸麻沙美）、キュアラメール（日高里菜）、キュアブロッサム（水樹奈々）、キュアマリン（水沢史絵）、キュアサンシャイン（桑島法子）、キュアムーンライト（久川綾） | 「シャンティア〜しあわせのくに〜」（エンディング主題歌Ver.）                                                                   | 劇場アニメ『映画 トロピカル〜ジュ!プリキュア 雪のプリンセスと奇跡の指輪!』主題歌                       |
| 2022年           | | | | |
| 5月25日          | TVアニメ「SHAMAN KING」Blu-ray BOX 4【初回生産限定版】封入特典 キャラクターソング集                                               | 玉村たまお（水樹奈々） | 「のったれ玉神輿！」 | テレビアニメ『SHAMAN KING』関連曲                                                                      |
| 8月10日          | Do the Dive | Call of Artemis | 「Do the Dive」 「survival dAnce 〜no no cry more〜」                                                                          | 『D4DJ』関連曲                                                                                         |
| 8月10日          | Do the Dive | Scarlet Canary | 「survival dAnce 〜no no cry more〜（Scarlet Canary ver.）」                                                                   | 『D4DJ』関連曲                                                                                         |
| 2023年           | | | | |
| 1月25日          | Call of Artemis | Call of Artemis | 「I don't wanna lose!」 | 『D4DJ』関連曲                                                                                         |
| 1月25日          | Call of Artemis | Scarlet Canary | 「#ALL FRIENDS（Scarlet Canary ver.）」 「I don't wanna lose!（Scarlet Canary ver.）」                                         | 『D4DJ』関連曲                                                                                         |
| 5月10日          | イジらないで、長瀞さん 2nd Attack BD第3巻特典CD                                                                                   | 部長（水樹奈々） | 「愛の讃歌」 | テレビアニメ『イジらないで、長瀞さん 2nd Attack』関連曲                                                |
| 6月30日          | 劇場版「美少女戦士セーラームーンCosmos」テーマソング・コレクション                                                                | セーラー火球（水樹奈々）、セーラースターファイター（井上麻里奈）、セーラースターメイカー（早見沙織）、セーラースターヒーラー（佐倉綾音） | 「セーラースターソング」 | 劇場アニメ『劇場版 美少女戦士セーラームーンCosmos』後編オープニングテーマ                              |
| 2024年           | | | | |
| 12月25日         | 爆上戦隊ブンブンジャー EP vol.4                                                                                                   | イターシャ（水樹奈々） | 「少幸女イターシャ〜笑ってみせるわ〜」                                                                                         | 特撮テレビドラマ『爆上戦隊ブンブンジャー』挿入歌                                                       |

### 未音源化キャラクターソング
| 時期           | 楽曲                                                                                 | 歌                                   | 備考                                                                              |
| -------------- | ------------------------------------------------------------------------------------ | ------------------------------------ | --------------------------------------------------------------------------------- |
| 1998年         | 「Monologue（ノーマルバージョン）」                                                  | 門倉千紗都（水樹奈々）               | PlayStation用ゲームソフト『NOëL 〜La neige〜 Special』Good endエンディングテーマ  |
| 1998年         | 「Monologue（演歌バージョン）」                                                      | 門倉千紗都（水樹奈々）               | PlayStation用ゲームソフト『NOëL 〜La neige〜 Special』Bad endエンディングテーマ   |
| 2002年         | 「A Girl in Love（亞里亞バージョン）」                                               | 亞里亞（水樹奈々）                   | テレビアニメ『シスター・プリンセス〜リピュア〜 キャラクターズ』オープニングテーマ |
| 2003年         | 「オーガニックスマイル」                                                             | セルリー・ペリウィンクル（水樹奈々） | ゲーム『ビストロ・きゅーぴっと2』エンディングテーマ                               |
| 2008年         | 「シューティング☆スター」 「世には花・夢に星」 「ブランニューハート」 「スカイハイ」 | アイ（水樹奈々）                     | Wii用ゲームソフト『ハッピーダンスコレクション』オリジナル使用曲                   |
| 2009年         | 「桜の誘惑」 「都の風」 「哀しき恋物語」                                             | 彰子（水樹奈々）                     | テレビアニメ『青い文学シリーズ「桜の森の満開の下」』挿入歌                        |
| 2020年11月     | 「Blue Wishes」                                                                      | レナ・ランフォード（水樹奈々）       | ゲーム『スターオーシャン:アナムネシス』関連曲                                     |
| 2020年12月25日 | 「Promise」                                                                          | ルリ（水樹奈々）                     | ゲーム『Epic Seven-エピックセブン-』関連曲                                        |

## ユニット
| ユニット名                                                | 活動期間        | メンバー | レコード会社                                          | CD                                              | 関連作品                                            |
| --------------------------------------------------------- | --------------- | --- | ----------------------------------------------------- | ----------------------------------------------- | --------------------------------------------------- |
| SISTER PRINCESS （ゲーム版） Sister Princess （アニメ版） | 2001年 - 2003年 | 桑谷夏子、望月久代、小林由美子、堀江由衣、千葉千恵巳、柚木涼香、横手久美子、神崎ちろ、川澄綾子、かかずゆみ、半場友恵、水樹奈々                           | ランティス （ゲーム版） スターチャイルド （アニメ版） | #キャラクターソング                             | シスター・プリンセス                                |
| シスタープリンセス +1                                     | 2003年          | 桑谷夏子、望月久代、小林由美子、堀江由衣、千葉千恵巳、柚木涼香、横手久美子、神崎ちろ、川澄綾子、かかずゆみ、半場友恵、水樹奈々、氷上恭子                 | ランティス （ゲーム版） スターチャイルド （アニメ版） | #キャラクターソング                             | シスター・プリンセス                                |
| ARTISTS UNITED ES HOUR                                    | 2001年          | 金月真美、野田順子、豊嶋真千子、有島モユ、牧島有希、水樹奈々、バカボン鬼塚                                                                               | キングレコード                                        | #参加作品                                       | ESアワー ラジヲのおじかん                           |
| Prits                                                     | 2001年 - 2002年 | 桑谷夏子、望月久代、小林由美子、水樹奈々 | スターチャイルド                                      | →詳細は「 Prits § ディスコグラフィ 」を参照     | シスター・プリンセス〜お兄ちゃんといっしょ          |
| nana×nana                                                 | 2002年          | 水樹奈々、桃森すもも、浅木舞、福井裕佳梨、秋田まどか、中原麻衣、名塚佳織                                                                                 | スターチャイルド                                      | →詳細は「 nana×nana § ディスコグラフィ 」を参照 | 七人のナナ                                          |
| メモオフ2ndメンバー                                       | 2002年          | 水樹奈々、菊池志穂、池澤春菜、仲西環、千葉紗子、南里侑香、間島淳司、小尾元政、松来未祐                                                                   | サイトロン・ディスク                                  | #キャラクターソング                             | Memories Off 2nd                                    |
| メモオフ1st&2ndメンバー/メモオフオールキャスト            | 2002年          | 山本麻里安、那須めぐみ、田村ゆかり、浅野るり、河合久美、利田優子、水樹奈々、菊池志穂、池澤春菜、仲西環、千葉紗子、南里侑香、間島淳司、小尾元政、松来未祐 | サイトロン・ディスク                                  | #キャラクターソング                             | Memories Offシリーズ                                |
| Bottle fairy                                              | 2003年 - 2004年 | 水樹奈々、名塚佳織、堀江由衣、野中藍 | スターチャイルド                                      | #キャラクターソング                             | 瓶詰妖精                                            |
| THE EARTH BEATS                                           | 2008年          | KOUSAKU （コーラス：水樹奈々、エイジアエンジニア、eyes、ZOOCO、根本美緒、大林素子、Marugomi Kids）                                                       |                                                       | #参加作品                                       | 湾岸まるごとゴミ拾い〜100年たっても地球となかよし〜 |

## 作詞を行った作品
※（ ）内は作曲者を示す。
1. つばさをひろげて（廣樹輝一）
2. 恋してる…（大平勉）
3. JET PARK（飯田高広）
4. パノラマ-Panorama-（本間昭光）
5. Heartbeat（飯田高広）
6. innocent starter（大平勉）
7. Open Your Heart（飯田高広）
8. FAKE ANGEL（飯田高広）
9. Independent Love Song（大平勉）
10. JUMP!（飯田高広）
11. WILD EYES（飯田高広）
12. ヒメムラサキ（飯田高広）
13. 「好き！」（五十嵐公太）
14. ETERNAL BLAZE（上松範康（Elements Garden））
15. SUPER GENERATION（水樹奈々）
16. Love Trippin'（藤田淳平（Elements Garden））
17. Violetta（水樹奈々）
18. Justice to Believe（上松範康）
19. SECRET AMBITION（志倉千代丸）
20. Heart-shaped chant（上松範康）
21. MASSIVE WONDERS（矢吹俊郎）
22. Bring it on!（藤末樹）
23. SEVEN（水樹奈々）
24. Dancing in the velvet moon（上松範康）
25. Trickster（上松範康）
26. 悦楽カメリア（大西省吾）
27. 夢の続き（水樹奈々）
28. 深愛（上松範康）
29. 夢幻（上松範康）
30. PHANTOM MINDS（吉木絵里子）
31. Silent Bible（母里治樹（Elements Garden））
32. Young Alive!（三宅博文）
33. アルビレオ（水樹奈々）
34. 7月7日（上松美香）
35. SCARLET KNIGHT（藤間仁（Elements Garden））
36. POP MASTER（水樹奈々）
37. 純潔パラドックス（吉木絵里子）
38. Synchrogazer（上松範康）
39. Love Brick（※meg rock・SAYURIと共作。齋藤真也）
40. METRO BAROQUE（やしきん）
41. ONE（内池秀和）
42. BRIGHT STREAM（吉木絵里子）
43. STAR ROAD（水樹奈々）
44. 奇跡のメロディア（上松範康）
45. 約束（※SAYURIと共作。吉木絵里子）
46. Vitalization（上松範康）
47. 愛の星（※吉木絵里子と共作。吉木絵里子）
48. アパッショナート（水樹奈々）
49. FATE（陶山隼）
50. 哀愁トワイライト（宇佐美宏）
51. Rock you baby!（遠藤直弥）
52. 禁断のレジスタンス（加藤裕介）
53. BLUE（吉木絵里子）
54. ドリームライダー（※SAYURIと共作。加藤裕介）
55. エデン（藤森真一（藍坊主））
56. No Limit（陶山隼）
57. 終末のラブソング（吉木絵里子）
58. Angel Blossom（光増ハジメ）
59. Exterminate（上松範康）
60. ブランブル（加藤裕介）
61. 熱情のマリア（加藤裕介）
62. エゴアイディール（水樹奈々）
63. STARTING NOW!（藤田卓也）
64. JEWEL（角野寿和・青葉紘季）
65. 君よ叫べ（水樹奈々）
66. Destiny's Prelude（加藤裕介）
67. TESTAMENT（上松範康）
68. HOT BLOOD（山田竜平）
69. NEVER SURRENDER（加藤裕介）
70. サーチライト（※藤森真一と共作。藤森真一）
71. METANOIA（上松範康）
72. SUMMER PIRATES（光増ハジメ）
73. Knock U down（※山田竜平と共作。山田竜平）
74. マーガレット（BOUNCEBACK）
75. UPSETTER（水樹奈々）
76. FIRE SCREAM（上松範康）
77. Get up! Shout!（山本玲史）
78. 全力DREAMER（南田健吾）
79. HOME（水樹奈々）

## 作曲を行った作品
ちなみに水樹は一部作曲も行っていて、（現段階においては）それらの曲の作詞も全て彼女が手掛けている。編曲に関してはElements Gardenのメンバーが手掛けている。水樹自身は作詞・作曲を手掛けた作品に対して｢第○子｣（○には出来た順番の数が入る）という言い方をしている。
※（ ）内は編曲者を示す。
1. SUPER GENERATION（藤田淳平）
  - SUPER GENERATION -MUSEUM STYLE-（藤間仁） - ベストアルバム『THE MUSEUM II』に収録のリアレンジ版。『POP MASTER』と同年にリリース。
2. Violetta（藤間仁）
3. SEVEN（藤間仁）
4. 夢の続き（藤田淳平）
5. アルビレオ（藤間仁）
6. POP MASTER（藤間仁）
7. STAR ROAD（藤間仁）
8. アパッショナート（藤間仁）
9. エゴアイディール（藤間仁）
10. 君よ叫べ（藤永龍太郎）
11. UPSETTER（藤間仁）
12. HOME（藤間仁）
13. Awesome！（藤間仁）

## カバー曲
| 発売日         | 収録作品                                                     | 歌                                         | 楽曲                                                           | オリジナル アーティスト                                          |
| -------------- | ------------------------------------------------------------ | ------------------------------------------ | -------------------------------------------------------------- | ---------------------------------------------------------------- |
| 2002年5月1日   | POWER GATE                                                   | 水樹奈々                                   | 「おんなになあれ」                                             | 森川美穂                                                         |
| 2005年5月18日  | WILD EYES                                                    | 水樹奈々                                   | 「76th Star」                                                  | レベッカ                                                         |
| 2008年2月14日  | 「ロザリオとバンパイア」キャラクターソング1 赤夜萌香         | 赤夜萌香（水樹奈々）                       | 「赤いスイートピー」                                           | 松田聖子                                                         |
| 2008年3月26日  | 「ロザリオとバンパイア」キャラクターソング6 ザ・かぷっちゅ   | ザ・かぷっちゅ                             | 「時の河を越えて」                                             | うしろ髪ひかれ隊                                                 |
| 2008年10月29日 | 「ロザリオとバンパイア CAPU2」キャラクターソング1 赤夜萌香   | 赤夜萌香（水樹奈々）                       | 「DESIRE -情熱-」                                              | 中森明菜                                                         |
| 2009年2月18日  | ロザリオとバンパイア IDOL COVER BEST                         | 赤夜萌香（水樹奈々）                       | 「MUGO・ん…色っぽい」                                          | 工藤静香                                                         |
| 2009年4月8日   | SOUND OF DESTINY                                             | 緒方理奈（水樹奈々）                       | 「SOUND OF DESTINY」                                           | 緒方理奈（キャラクター名義で、オリジナル歌手は公表されていない） |
| 2010年1月1日   | POWDER SNOW                                                  | 緒方理奈（水樹奈々）                       | 「POWDER SNOW」                                                | AKKO                                                             |
| 2010年1月1日   | POWDER SNOW                                                  | 緒方理奈（水樹奈々）                       | 「1986年のマリリン」                                           | 本田美奈子                                                       |
| 2010年9月29日  | 男と女3 -Two Hearts Two Voices-                              | 稲垣潤一、水樹奈々                         | 「笑顔の行方」                                                 | DREAMS COME TRUE                                                 |
| 2014年3月26日  | 私とドリカム -DREAMS COME TRUE 25th ANNIVERSARY BEST COVERS- | 水樹奈々                                   | 「笑顔の行方」                                                 | DREAMS COME TRUE                                                 |
| 2014年4月16日  | SUPERNAL LIBERTY                                             | 水樹奈々                                   | 「笑顔の行方」                                                 | DREAMS COME TRUE                                                 |
| 2016年10月5日  | 花は咲く〜アニメスター・バージョン〜                         | 山寺宏一、水樹奈々                         | 「花は咲く〜アニメスター・バージョン〜」                       | 花は咲くプロジェクト                                             |
| 2016年10月5日  | 花は咲く〜アニメスター・バージョン〜                         | 水樹奈々                                   | 「花は咲く〜アニメスター・バージョン〜」                       | 花は咲くプロジェクト                                             |
| 2021年2月24日  | WOW WAR TONIGHT〜時には起こせよムーヴメント〜                | 天野愛莉（水樹奈々）、姫神紗乃（Raychell） | 「WOW WAR TONIGHT〜時には起こせよムーヴメント〜」              | H Jungle with t                                                  |
| 2021年2月24日  | WOW WAR TONIGHT〜時には起こせよムーヴメント〜                | 天野愛莉（水樹奈々）                       | 「WOW WAR TONIGHT〜時には起こせよムーヴメント〜（AIRI Ver.）」 | H Jungle with t                                                  |
| 2022年8月10日  | Do the Dive                                                  | Call of Artemis                            | 「survival dAnce 〜no no cry more〜」                          | TRF                                                              |

### 未音源化楽曲
| 楽曲                   | オリジナル アーティスト | 備考 |
| ---------------------- | ----------------------- | --- |
| 「なか卯って」         | 小西めぐみ              | なか卯の店内で流れるイメージソング。2015年6月からのコラボレーション企画の一環で制作、使用された。                                                                                  |
| 「阪神タイガースの歌」 |                         | 「みんなで六甲おろし リードヴォーカル 水樹奈々ver.」としてリードボーカルを担当、阪神甲子園球場・京セラドーム大阪での阪神タイガースホームゲームで球場ビジョン用VTRとして使用された｡ |

## 自主制作
デビュー以前、本名の「近藤奈々」名義で制作した作品。
| 発売日 | タイトル              | 規格品番 | 備考   |
| ------ | --------------------- | -------- | ------ |
| 1988年 | 人形の涙/ふるさと太鼓 |          | [ 15 ] |
| 1993年 | つがざくら            | ART-8270 | [ 16 ] |

## 書籍
|   | タイトル                                        | 発売日                    | 初版発行日              | ISBN                                                        | 備考 |
| - | ----------------------------------------------- | ------------------------- | ----------------------- | ----------------------------------------------------------- | --- |
| 1 | 水樹奈々写真集 Iris                             | 2002年9月                 | 2002年10月4日           | 978-4-87279-113-6                                           | 撮影：尾形正茂                                                                                               |
| 2 | 水樹奈々・アーティストスコアブック Sing Forever | 2008年3月25日             | 2008年4月20日           | 978-4-636-82576-3                                           | |
| 3 | 水樹奈々 歌手デビュー10周年記念BOOK! ナナ☆スタ  | 2010年12月6日             |                         |                                                             | 2011年1月1日発行、オリ★スタ2011年1月1日号増刊                                                                |
| 4 | 水樹奈々自叙伝 深愛                             | 2011年1月19日（単行本版） | 2014年1月14日（文庫版） | 978-4-344-01936-2 978-4-344-42135-6（文庫版）               | 「NANA MIZUKI LIVE GRACE 2011」にてハードカバー版、 「NANA WINTER FESTA 2014」にて文庫版の限定カバー版を販売 |
| 5 | LIVE FOREVER -NANA MIZUKI LIVE DOCUMENT BOOK-   | 2017年1月20日             |                         | 978-4-344-02838-8（特別限定版） 978-4-344-03041-1（通常版） | 「NANA MIZUKI LIVE ZIPANGU 2017」にて限定カバー版を販売                                                      |

### 『水樹奈々 スマイルギャング』関連書籍
ラジオ番組『水樹奈々 スマイルギャング』関連の書籍
|   | タイトル                                         | ISBN/規格品番 | 備考        |
| - | ------------------------------------------------ | ------------- | ----------- |
| 1 | 水樹奈々 スマイルギャング 1周年記念! シャッス!!  | 4-89601-653-X | CD付き書籍  |
| 2 | 水樹奈々 スマイルギャング 2周年記念! シャッス2!! | 4-89601-688-2 | CD付き書籍  |
| 3 | 水樹奈々 スマイルギャング 3周年記念! シャッス3!! | ESDV-0502     | 書籍付きDVD |
| 4 | 水樹奈々 スマイルギャング 4周年記念! シャッス4!! | ESDV-0602     | 書籍付きDVD |
| 5 | 水樹奈々 スマイルギャング 5周年記念! シャッスF!! | ESDV-0703     | 書籍付きDVD |

### その他
- a-FANFAN 20th Anniversary Book（2019年12月27日）